# Natal (Rio Grande do Norte)
Natal é um município brasileiro, capital do estado do Rio Grande do Norte, na Região Nordeste do país. Com uma área de aproximadamente 167 km², é a segunda capital brasileira com a menor área territorial, distando 2 227 quilômetros de Brasília, a capital federal.
Fundada no Natal de 1599, às margens do Rio Potengi, que separa a Zona Norte das demais, a cidade foi ocupada por holandeses entre 1633 e 1654, período no qual foi denominada de Nova Amsterdã. Seu crescimento foi lento nos três primeiros séculos de existência. Somente a partir do século XX, Natal passou por um intenso processo de modernização e, a partir da Segunda Guerra Mundial, sua população cresceu em um ritmo mais acelerado, especialmente nas décadas de 1970 e 1980.
Sua localização próxima à "esquina da América do Sul" chamou a atenção do Departamento de Guerra dos Estados Unidos, que considerou Natal como "um dos quatro pontos mais estratégicos do mundo". Com o início das operações da primeira base de foguetes da América do Sul, no Centro de Lançamento da Barreira do Inferno, em Parnamirim, Natal se tornou a "Capital Espacial do Brasil". A construção da Via Costeira, uma rodovia entre o Oceano Atlântico e o Parque das Dunas que interliga as praias de Areia Preta e Ponta Negra, provocou um grande incremento no turismo local.
Com pouco mais de 750 mil habitantes (2022), Natal é o município mais populoso de seu estado, o oitavo do Nordeste e o 24° do Brasil. Sua região metropolitana, formada por outros treze municípios do Rio Grande do Norte, possui mais de 1,5 milhão de habitantes, formando a quarta maior aglomeração urbana do Nordeste e a décima nona do Brasil.

## Toponímia
Fundado em um dia de Natal, em 25 de dezembro de 1599, o nome do município tem origem no latim natale (algo como "local de nascimento"). Algumas vezes, o nome do município dentro de frases é antecedido de artigo masculino, como acontece em "do Crato", "do Recife", "do Rio de Janeiro", entre outros. Em alguns sites e documentos oficiais, bem como no artigo 11 da constituição do Rio Grande do Norte, a cidade é referida com o artigo masculino: "A cidade do Natal é a Capital do Estado".

## História

### Fundação e ocupação holandesa
A história de Natal confunde-se em parte com a história do Rio Grande do Norte. A Capitania do Rio Grande teve início a partir de 1535, com a chegada de uma frota comandada por Aires da Cunha, a serviço do donatário João de Barros e do Rei de Portugal. O objetivo era colonizar as terras da região, tarefa esta dificultada pela forte resistência dos indígenas potiguaras e dos piratas franceses que traficavam pau-brasil. Estava iniciada a trajetória histórica da área situada na esquina da América do Sul.
Em 25 de dezembro de 1597, uma nova esquadra entrou na barra do que hoje é o Rio Potengi. A primeira providência adotada pelos expedicionários foi tomar precauções contra os ataques dos indígenas e dos corsários franceses. Doze dias depois, em 6 de janeiro de 1598, começou a ser erguida a Fortaleza da Barra do Rio Grande (que depois se tornou a Fortaleza dos Reis Magos), concluída no dia 24 de junho do mesmo ano.
No ano seguinte, em 25 de dezembro de 1599, com uma missa na Igreja Matriz de Nossa Senhora da Apresentação, ocorreu a fundação de Natal, cujo perímetro urbano era demarcado por duas cruzes, desde a atual Praça das Mães (limite norte) até a Praça da Santa Cruz da Bica (limite sul), ambas na Cidade Alta.
Não existe um consenso entre os historiadores acerca do real fundador da cidade, pois, durante a presença holandesa no Rio Grande do Norte, os documentos históricos sobre a fundação de Natal foram destruídos. Alguns historiadores divergem entre Jerônimo de Albuquerque e Manuel de Mascarenhas Homem. Já o historiador natalense Luís da Câmara Cascudo, em seu livro "História do Rio Grande do Norte" (1955), indica João Rodrigues Colaço como fundador da cidade:
| “ | (...) Jerônimo d’Albuquerque não mais governava em março ou abril de 1599 e a 9 de janeiro de 1600, quinze dias depois da fundação da cidade. Colaço é Capitão da Fortaleza e prova ter trabalho de campo que demonstra autoridade no local. Assim tudo parece invalidar a tradição de Jerônimo d’Albuquerque, o fundador da Cidade do Natal e caber essa glória, a título provisório e até prova em contrário, a João Rodrigues Colaço. | ” |

Em 1601, por alvará da Coroa Portuguesa, é criada a freguesia de Nossa Senhora da Apresentação, a primeira paróquia do Rio Grande do Norte.
Em 1631, uma frota de quatorze navios partiu do Recife e desembarcou em Ponta Negra com o objetivo de conquistar a capitania do Rio Grande, tentativa que, porém, fracassou. Somente em dezembro de 1633 é que de fato teve início a ocupação holandesa, quando os holandeses, ao chegarem a Natal, feriram o capitão-mor do Rio Grande, Pero Mendes Gouveia, e tomaram a Fortaleza da Barra do Rio Grande, que passou a se chamar Castelo de Keulen. O forte, que antes era de taipa, passaria a ser de alvenaria e Natal virou Nova Amsterdã, em referência à capital holandesa.
A ocupação teve fim apenas em 1654, quando os holandeses foram expulsos pelos portugueses e Nova Amsterdã voltou a se chamar Natal.  Somente em 1661, a Holanda reconheceu definitivamente a soberania portuguesa sobre o território do atual Nordeste brasileiro, por meio do Tratado de Haia. Com a fim da ocupação, os portugueses retomaram a posse do território, expandindo-se em direção ao interior da colônia. Porém, tal retomada não ocorreu de forma pacífica e muito dos povos indígenas que habitavam a região foram perseguidos e dizimados. A estabilidade na capitania do Rio Grande só viria no final do século XVII, quando Bernardo Vieira de Melo assumiu o governo.

### Do século XVIII ao XIX
No início do século XVIII, teve início a construção da Igreja de Nossa Senhora do Rosário dos Pretos, concluída em 1714. Foi na margem direita do Rio Potengi, em frente a essa igreja que, em 21 de novembro de 1753, um grupo de pescadores encontrou um caixote de madeira encalhado em umas rochas, onde hoje fica a Pedra do Rosário. Dentro dele, havia uma imagem de Nossa Senhora do Rosário e uma mensagem afirmando que nenhuma desgraça aconteceria onde a imagem parasse. Os pescadores comunicaram a descoberta da imagem ao pároco da paróquia, Padre Manoel Correia Gomes, que se dirigiu ao local e reconheceu que se tratava de uma imagem de Nossa Senhora do Rosário. A santa foi declarada padroeira de Natal e batizada como Nossa Senhora da Apresentação, pois em 21 de novembro a Igreja Católica celebra o episódio da Apresentação de Maria ao Templo de Jerusalém. Ainda na segunda metade do século XVIII, foi erguida a Igreja de Santo Antônio, o terceiro templo católico de Natal, que ficou conhecida por "Igreja do Galo".
Em 1817, aconteceu a Insurreição Pernambucana e, no Rio Grande do Norte (na época parte da Paraíba, emancipada de Pernambuco em 1799), o movimento conseguiu a adesão do proprietário de um grande engenho de açúcar, André de Albuquerque Maranhão. Em 29 de março, Albuquerque tomou o poder na cidade e formou uma junta governativa que, porém, não obteve apoio popular. Com a derrota dos revolucionários em Pernambuco, o movimento perdeu força e André, incapaz se resistir, acabou por ser deposto e ferido no dia 25 de abril e preso na Fortaleza dos Reis Magos, onde morreu no dia seguinte. Por alvará-régio de 18 de março de 1818, o Rio Grande do Norte se tornou uma unidade autônoma, desmembrando-se da Paraíba, e Natal se tornou sua capital com a criação da comarca.
Em 7 de setembro de 1822, é proclamada a Independência do Brasil do Reino de Portugal em São Paulo, porém, devido à distância, a notícia demorou para chegar ao Rio Grande do Norte, que se tornou uma província do Império do Brasil. Em comemoração ao fato histórico, Natal, que tinha cerca de 700 habitantes na época, festejou a independência em 22 de janeiro de 1823.
Em 1856, Natal ganhou o Cemitério do Alecrim, o primeiro da cidade. Em 28 de setembro de 1881, foi inaugurada a Estação da Ribeira, a estação ferroviária mais antiga do Rio Grande do Norte, hoje administrada pela Companhia Brasileira de Trens Urbanos (CBTU). Em 1888, a Câmara Municipal de Natal rebatizou a Praça da Matriz para Praça André de Albuquerque, onde fica o marco zero de fundação da cidade, em torno do qual estão importantes prédios históricos. Por fim, em 15 de novembro de 1889, com a queda do regime monárquico e a consequente Proclamação da República, o Rio Grande do Norte se transforma em um estado, permanecendo Natal como sua capital. A segunda metade do século XIX foi marcada pelo desenvolvimento da cidade a partir do ciclo do algodão, às margens do rio Potengi, na região onde hoje está localizado o Porto de Natal.

### Primeiras décadas do século XX

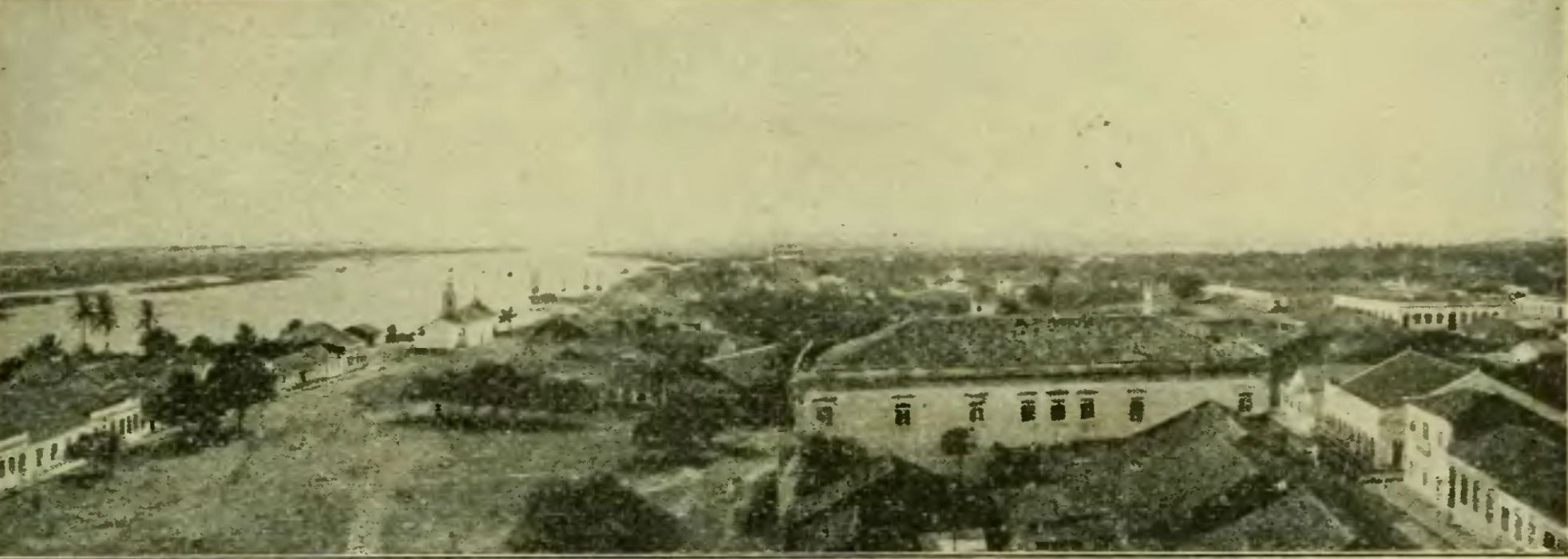
Fotografia antiga de Natal, datada de 1903

As primeiras décadas do século XX foram marcadas por uma intensa modernização da cidade. Em 1901, foi criado o bairro Cidade Nova, que hoje corresponde aos bairros de Tirol e Petrópolis. No dia 24 de março de 1904, foi inaugurado o Teatro Carlos Gomes, atual Teatro Alberto Maranhão. No mesmo ano chegou a iluminação elétrica a gás acetileno, na atual Cidade Alta. Ainda em 1904, chegaram à cidade quinze mil pessoas vindas do interior do estado, castigado por uma grande seca que perdurava desde 1902, em busca de melhores condições de vida. Quatro anos depois, surgem os primeiros bondes de tração animal, que se estendiam da Rua Silva Jardim à Praça Padre João Maria.
Em 29 de dezembro de 1909, o Papa Pio X, através da bula Apostolicam in Singulis, criou a Diocese de Natal, desmembrada da Diocese da Paraíba, e a Igreja Matriz de Nossa Senhora da Apresentação tornou-se a catedral da nova diocese, cujo território abrangia todo o estado do Rio Grande do Norte. Seu primeiro bispo, Dom Joaquim Antônio de Almeida, foi nomeado no ano seguinte e empossado solenemente em 15 de junho de 1911. Ainda em 1911, outros fatos históricos foram a criação do bairro do Alecrim e as inaugurações do primeiro telefone e dos primeiros bondes elétricos, além da chegada do cinema. Foi também construída a primeira usina elétrica, substituindo a iluminação a gás.
Em 1912 teve início a construção de uma estrutura metálica, projetada pelo engenheiro francês Georges Camille Imbaul, a "Ponte dos Ingleses", com uma extensão de 550 metros, cujo aço empregado em sua construção veio da Inglaterra. A inauguração se deu em 20 de abril de 1916, estimulando o comércio de Natal e também facilitando o acesso da capital com o interior do estado, que antes só era possível atravessando-se o Rio Potengi. No censo de 1920, a população da cidade chegou a 30 696 habitantes, quase o dobro em relação ao censo anterior (16 596), realizado em 1900.
Em 7 de setembro de 1922, quando o Brasil comemorou o centenário de sua independência, foi inaugurado o Palácio Felipe Camarão, que se tornou sede da intendência municipal, denominação das atuais prefeituras na época. O prédio recebeu sua denominação atual somente em 20 de maio de 1955 em referência a Antônio Felipe Camarão, um indígena que participou das lutas contra o domínio holandês no Brasil. O palácio abrigou a sede da prefeitura até 1966, voltando a esta função em 1979, após uma grande restauração.
A partir de 1927, a cidade começaria a ter destaque na história da aviação, quando hidroaviões começaram a aterrissar sobre as águas do Rio Potengi. Em 19 de março de 1928, o médico Januário Cicco funda a Maternidade de Natal, que recebeu o nome do seu fundador em 12 de fevereiro de 1950. Em 1929 o cargo de intendente municipal fora transformado em prefeito e Omar O'Grady, que estava à frente da intendência desde novembro de 1924, torna-se o primeiro prefeito de Natal, permanecendo no cargo até 8 de outubro de 1930, quando todos os prefeitos do Rio Grande do Norte foram destituídos de seus mandatos, em meio a um movimento revolucionário.
No Ano-Novo de 1931, o navio italiano "Lazeroto Malocello", comandado pelo capitão de fragata Carlo Alberto Coraggio, chegou a Natal trazendo a Coluna Capitolina, parte das ruínas da Roma Antiga, doada pelo chefe de governo da Itália, Benito Mussolini. A doação ocorreu como forma de comemorar o primeiro voo de Natal a Roma, capital da Itália, ocorrido em 1928. Em 6 de janeiro de 1931, a capital foi visitada pela esquadrilha da Força Aérea italiana e, dois dias depois, a Coluna Capitolina foi solenemente inaugurada. Em 21 de outubro de 1932, por decreto presidencial, foi criado o Porto de Natal, entrando em operação três dias depois.
Na noite de 23 de novembro de 1935, durante uma colação de grau do Colégio Marista no Teatro Carlos Gomes, eclodiu a Intentona Comunista, tendo como o alvo inicial o Quartel do 21º Batalhão de Caçadores (BC), atual Escola Estadual Winston Churchill. Dois dias depois, a cidade foi dominada por rebeldes, responsáveis pela organização de um comitê popular revolucionário. Durante esse movimento, a população natalense passou por grandes dificuldades. Várias pessoas foram assassinadas e algumas das agências bancárias, armazéns e lojas foram saqueados. A revolta, que no dia seguinte chegou a Recife e no dia 27 ao Rio de Janeiro, perderia força com a chegada de tropas vindas do Ceará e da Paraíba, provocando o abandono da cidade por parte dos rebeldes, que seriam reprimidos na Serra do Doutor, em Campo Redondo (agreste), enquanto se deslocavam com destino à região do Seridó.

### Segunda Guerra Mundial
Em 28 de janeiro de 1943, chegou ao porto de Natal o navio USS Humboldt, trazendo o presidente dos Estados Unidos, Franklin Delano Roosevelt, que voltava da Conferência de Casablanca, no atual Marrocos. Na ocasião, Roosevelt se reuniu com o presidente brasileiro, Getúlio Vargas. Este encontro resultou na Conferência do Potengi, um acordo que discutiu a entrada do Brasil no conflito e deu origem à Força Expedicionária Brasileira (FEB).
Com o advento da Segunda Guerra Mundial, a cidade continuou seu ritmo de crescimento e evoluiu com a presença de contingentes militares brasileiros e aliados, particularmente dos Estados Unidos. Uma maior relação entre natalenses e militares estadunidenses foi estabelecida, com a realização de inúmeros bailes, tendo como consequência uma espécie de "entrada" de vários ritmos musicais vindos do exterior e, assim, uma mudança de hábitos do município. A população da cidade, que era de 54 836 habitantes em 1940, quase dobrou em uma década, chegando a 103 215 pessoas em 1950.
A localização de Natal próxima da "esquina da América do Sul" fez com que o Departamento de Guerra dos EUA considerasse a cidade como "um dos quatro pontos mais estratégicos do mundo", ao lado do Canal de Suez, no Egito, e dos estreitos de Bósforo, na Turquia, e Gibraltar, entre a África e a Europa. Em 1942, os EUA planejaram invadir o nordeste brasileiro, apesar de o governo Vargas insistir na neutralidade. Esta operação de invasão recebeu o codinome Plan Rubber. Por sua posição geográfica estratégica, Natal foi considerada um alvo prioritário daquele plano de invasão.

### Do pós-guerra aos anos 1990
Em 1946, na administração do prefeito Sylvio Pedroza, foi inaugurada a Avenida Circular, atual Avenida Presidente Café Filho. Em 1949, teve início a construção do Farol de Mãe Luíza, inaugurado formalmente em 1951, com 37 metros de altura. No ano seguinte, pela bula Arduum Onus do Papa Pio XII, a Diocese de Natal fora elevada à dignidade de arquidiocese e Dom Marcolino Esmeraldo, bispo diocesano desde 1929, tornou-se seu primeiro arcebispo, permanecendo até sua morte em 1967.
Em 24 de agosto de 1954, com o suicídio de Getúlio Vargas, o natalense Café Filho assumiria a presidência da República pelos quatorze meses seguintes, tornando-se, até os dias atuais, o único potiguar a ocupar o cargo. Em 1956, o natalense Djalma Maranhão seria nomeado pelo governador Dinarte Mariz para a prefeitura da cidade e, em 1960, venceria a primeira eleição direta para prefeito da história de Natal. Dentre as realizações de sua gestão está a Campanha de Pé no Chão Também se Aprende a Ler, que promoveu importantes avanços na educação do município. Em 1964, com a instauração de um regime militar no Brasil, Djalma teve seu mandato cassado e foi preso em quartéis do Exército na cidade, sendo ainda no mesmo ano transferido para Recife e depois para Fernando de Noronha.
Em 7 de setembro de 1965, foi inaugurado o Hotel Internacional dos Reis Magos, na Praia do Meio, que funcionou por trinta anos, até 1995, e permaneceu abandonado até a sua demolição, em janeiro de 2020. Em 12 de outubro de 1965, o Ministério da Aeronáutica oficializou a criação da primeira base de foguetes da América do Sul, o Centro de Lançamento da Barreira do Inferno (CLBI), em área do município de Parnamirim, rendendo a Natal a fama de Capital Espacial do Brasil. No ano de 1967, foi elaborado o primeiro plano diretor de Natal e, cinco anos depois, foi inaugurado o Estádio Humberto de Alencar Castelo Branco (Castelão), cujo nome foi alterado para Estádio João Cláudio de Vasconcelos Machado (Machadão) em 1989. Em 26 de setembro de 1970, a Ponte de Igapó, de concreto, substituiu a Ponte dos Ingleses, que começaria a ser desmontada, porém nunca concluída, estando a maior parte da estrutura metálica preservada até os dias de hoje.
No dia 14 de março de 1971, a cidade ganha o Hospital Geral e Pronto Socorro de Natal, que entrou em operação somente em 1973, ano passou a se chamar Hospital Monsenhor Walfredo Gurgel. Em 1974, foi instituído o Código de Obras do Município, teve início a construção do Viaduto de Ponta Negra e o marco de posse colonial é transferido de Touros para o Forte dos Reis Magos. No ano seguinte foi asfaltada a estrada de acesso a Ponta Negra, que se transformou na Avenida Engenheiro Roberto Freire, e o trecho da BR-101 entre Natal e Parnamirim fora duplicado.
Ainda nos anos 1970, é construído o câmpus central da Universidade Federal do Rio Grande do Norte (UFRN), em uma área de 123 hectares que hoje pertence ao bairro de Lagoa Nova. Aquela década e as seguintes seriam marcadas por um grande crescimento populacional na cidade: entre os censos de 1960 e 1970 a população saltou de 160 253 para 264 379 pessoas, chegando a 416 898 habitantes em 1980 e a 606 887 em 1991.
Em 1983, Natal ganha seu centro de convenções e, na madrugada de 25 de fevereiro de 1984, durante o Carnaval, ocorre a tragédia do Baldo, no qual dezenove pessoas morreram e outras doze foram feridas ao serem atropeladas por um ônibus, conduzido por Aluízio Farias Batista, que teria se vingado após saber da empresa que trabalharia além do seu expediente. A tragédia paralisou o carnaval de Natal pelas duas décadas seguintes. Em 6 de abril de 1984, a cidade foi palco do movimento Diretas Já, quando mais de sessenta mil pessoas saíram às ruas e se reuniram no entorno da Praça Gentil Ferreira, defendendo a volta das eleições diretas para presidente da República.
Após ter sido iniciada no final dos anos 1970, no governo de Tarcísio Maia, a Via Costeira, oficialmente Avenida Senador Dinarte Mariz (RN-301), foi entregue à população em 1985 pelo governador José Agripino Maia, permitindo um acesso mais rápido entre as praias de Areia Preta e Ponta Negra. Esta rodovia, entre o Oceano Atlântico e o Parque das Dunas, provocou um grande incremento no turismo local, especialmente em Ponta Negra, que de uma simples vila de pescadores se transformou em uma das áreas mais nobres e valorizadas da cidade.
Nas eleições municipais de 15 de novembro de 1988, foi eleita a candidata Wilma de Faria, que se tornou a primeira mulher prefeita da história de Natal. Seis dias depois, o arcebispo de Natal, Dom Alair Vilar Fernandes de Melo, no início do seu episcopado, inaugura a nova Catedral Metropolitana, substituindo a primitiva Igreja de Nossa Senhora da Apresentação, cujo tamanho era insuficiente para acomodar o grande número de fiéis que a frequentavam. A nova catedral recebeu a visita do Papa João Paulo II em 12 de outubro de 1991, durante sua terceira visita ao Brasil. Também em 1991 ocorreu a primeira edição do Carnatal, que já chegou a entrar para o Guiness Book como o maior bloco de rua do mundo. Em 1996, Wilma foi eleita para seu segundo mandato à frente da prefeitura de Natal e, em 16 de janeiro de 1997, por lei complementar estadual, foi criada a Região Metropolitana de Natal, na época constituída pela capital e outros cinco municípios potiguares.

### Do quarto centenário aos dias atuais
Em 1999 Natal completou 400 anos de sua fundação. Como parte das comemorações, foi inaugurado o Pórtico dos Reis Magos, que dá boas-vindas para quem chega à cidade pela BR-101 sul. Em 25 de fevereiro de 2000, foi a vez do Viaduto do Quarto Centenário, ligando as avenidas Senador Salgado Filho e Prudente de Morais. Naquele mesmo ano, a praia de Ponta Negra ganhou um calçadão de quatro quilômetros, com alguns quiosques ao longo de sua extensão, que substituíram as várias barracas de praia que ali existiam.
Ainda em 2000, Wilma foi reeleita para seu terceiro mandato, permanecendo à frente da prefeitura até abril de 2002, quando renunciou para disputar o governo do estado, vencendo as eleições e se tornando a primeira mulher eleita governadora do Rio Grande do Norte. Em seu lugar, assumiu o vice Carlos Eduardo Alves, reeleito em 2004. A partir de 27 de abril de 2005, começa a funcionar o Midway Mall, empreendimento do Grupo Guararapes que logo se tornaria o maior centro de compras do Rio Grande do Norte.
Em 21 de novembro de 2007, três anos depois do início das obras da Ponte Newton Navarro, esta foi finalmente entregue e liberada para o tráfego de veículos. A nova ponte, que conecta os bairros de Santos Reis e Redinha, foi construída como uma alternativa à Ponte de Igapó e recebeu sua denominação em referência ao Newton Navarro Bilro, ilustre artista plástico natalense. Em 31 de maio de 2009, Natal foi anunciada como uma das doze cidades-sede da Copa do Mundo de 2014. Em 2010, a Via Costeira tornou-se duplicada e o Centro Histórico de Natal, que abrange partes dos bairros Cidade Alta e Ribeira, foi tombado pelo Instituto do Patrimônio Histórico e Artístico Nacional (IPHAN), tornando-se patrimônio cultural.
A partir de 27 de agosto de 2012, a cidade seria palco da Revolta do Busão, após a prefeitura anunciar um aumento de vinte centavos na passagem de ônibus, que foi revogado pelos vereadores no dia 6 de setembro. Em 28 de outubro de 2012, no segundo turno das eleições municipais, o ex-prefeito Carlos Eduardo foi eleito para seu terceiro mandato e, apenas três dias depois, a prefeita Micarla de Sousa foi afastada do cargo pela justiça, em meio a denúncias de corrupção na secretaria municipal de saúde. Até a posse de Carlos Eduardo, em 1° de janeiro de 2013, Natal trocaria outras duas vezes de prefeito em menos de dois meses.

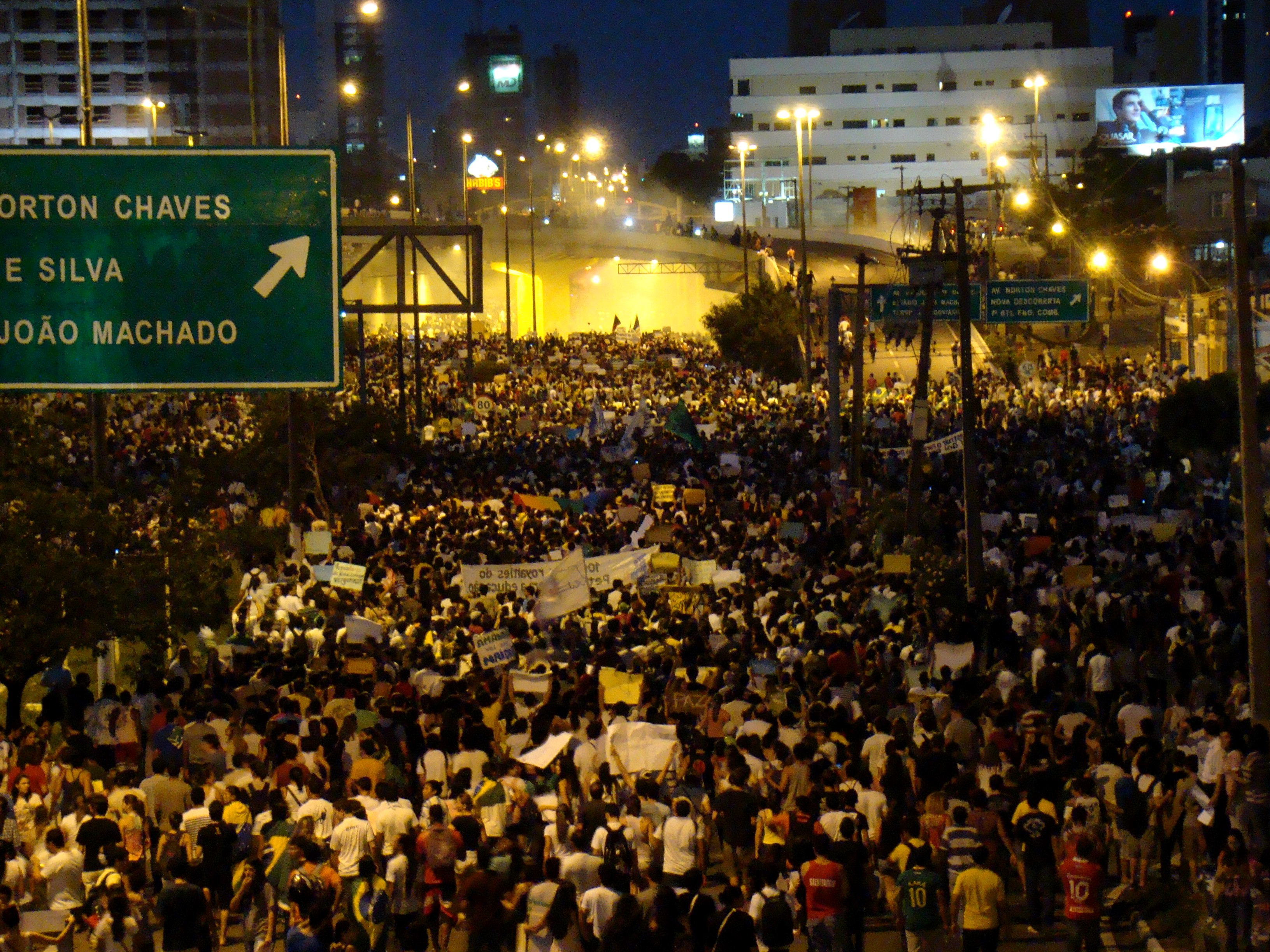
Protestos em Natal em 20 de junho de 2013, durante as Jornadas de Junho

Em 15 de maio de 2013, dois dias após a prefeitura voltar a anunciar um aumento na passagem do ônibus, ocorreram novos protestos contra a medida, que se intensificariam no mês seguinte, tornando Natal pioneira nas "Jornadas de Junho", uma série de manifestações populares que inicialmente surgiram para contestar os aumentos nas tarifas de transporte público e se espalharam por todo o país cobrando várias reivindicações sociais e protestando contra a corrupção.
Em 22 de janeiro de 2014, depois de passar quase dois anos e meio em obras, foi inaugurado o estádio Arena das Dunas, construído no mesmo lugar onde ficava o Machadão. O estádio sediou quatro partidas da Copa do Mundo, todas da fase de grupos. No começo do torneio, a cidade entrou em estado de calamidade pública devido ao grande volume de chuva que caiu entre os dias 13 e 16 de junho, ultrapassando 350 mm em 72 horas, resultando em enchentes e deslizamentos de terra. No bairro de Mãe Luíza, ocorreu um grande desabamento de encosta que se estendeu desde a Rua Guanabara até a praia de Areia Preta, comprometendo várias residências. Nesta área, a prefeitura construiu a escadaria de Mãe Luíza, oficialmente Portal do Sol Klebson Nascimento, inaugurado em dezembro do ano seguinte.
Em outubro de 2016, Carlos Eduardo foi reeleito com folga no primeiro turno. Empossado em 1° de janeiro de 2017, renunciou em 6 de abril do ano seguinte para disputar o governo do Rio Grande do Norte, assumindo em seu lugar o vice Álvaro Dias. No pleito, a capital deu 80 mil votos de maioria ao ex-prefeito no primeiro turno, vantagem ampliada para pouco mais de 90 mil no segundo turno; mesmo assim, foi vencido por Fátima Bezerra no estado. Em 2020, Álvaro Dias foi reeleito prefeito da cidade. Nas eleições de 2024, foi eleito, em segundo turno, o ex-prefeito Paulinho Freire com 55,34% dos votos válidos.

## Geografia

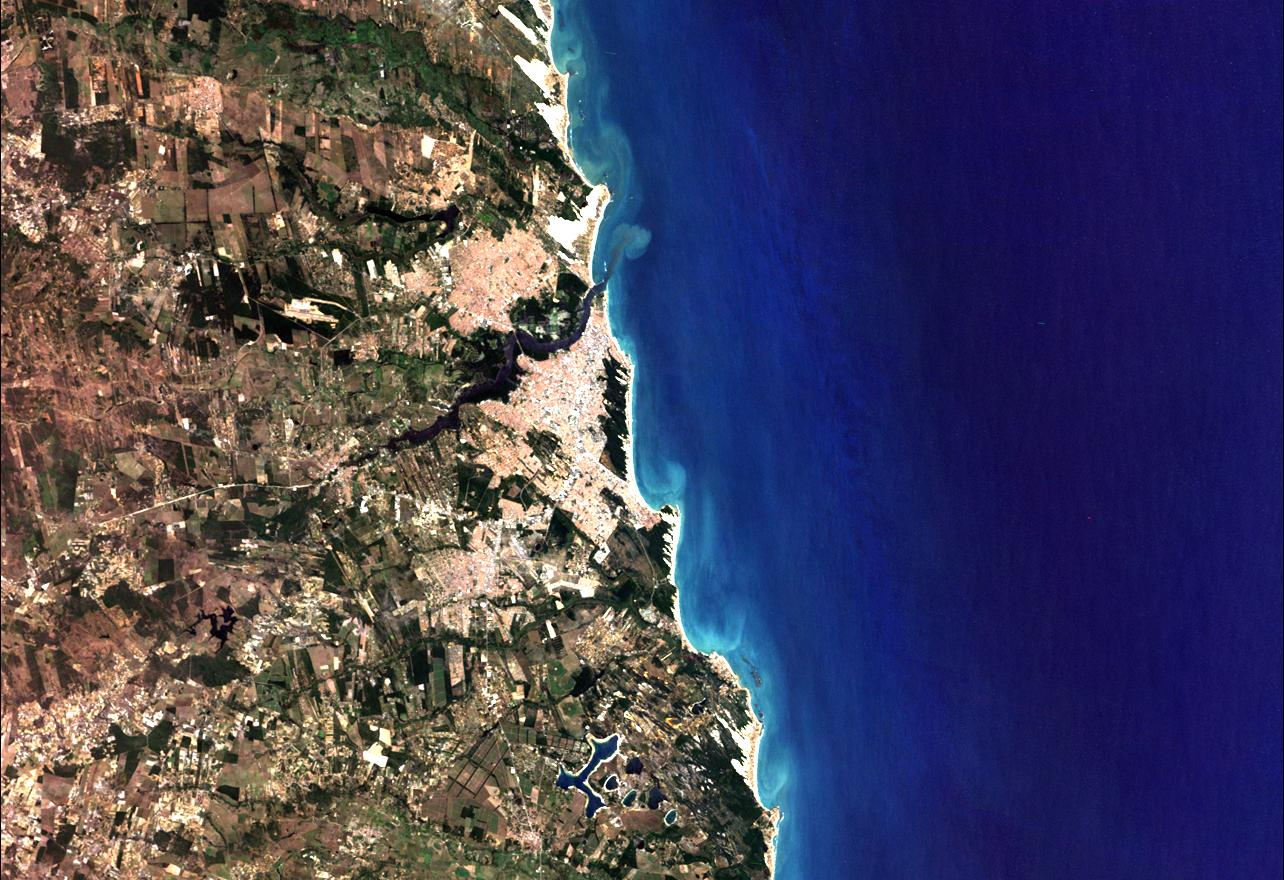
Imagem de satélite da Região Metropolitana de Natal, de onde é possível avistar a conurbação entre de Natal, Parnamirim, Extremoz (Redinha Nova) e São Gonçalo do Amarante, bem como as manchas urbanas de Ceará-Mirim, Macaíba, Nísia Floresta e São José de Mipibu

De acordo com a divisão do IBGE vigente desde 2017, a capital potiguar pertence às regiões geográficas intermediária e imediata de Natal. Até então, com a vigência das divisões em microrregiões e mesorregiões, fazia parte da microrregião de Natal, que por sua vez estava incluída na mesorregião do Leste Potiguar. Natal é a segunda menor capital brasileira em tamanho territorial, com uma área territorial de 167,401 km² (0,317% do território estadual), dos quais 99,3168 km² constituem a área urbana. Banhado pelo Oceano Atlântico a leste, Natal possui 21,61 km de litoral e se limita com os municípios de Extremoz ao norte, Parnamirim ao sul e, a oeste, Macaíba e São Gonçalo do Amarante.
O relevo do município, com altitudes inferiores a cem metros, é constituído pela planície costeira, que abrange uma série de terrenos planos de transição entre o mar e os tabuleiros costeiros, alterados pela presença de dunas. Natal situa-se em uma área de abrangência terrenos formados por sedimentos do Grupo Barreiras, oriundos da Idade Terciária, com a predominância variada de arenitos. Geomorfologicamente predominam os tabuleiros, formado por uma cobertura espessa de dois metros de areia, nas cores castanha ou vermelha, e borda coberta pelas dunas, que se estende por vinte quilômetros de comprimento, chegando em alguns pontos a atingir noventa metros de altura. Apenas no Parque das Dunas, elas são mais fixas e cobertas por vegetação nativa.
O tipo de solo predominante é a areia quartzosa distrófica, com textura formada por areia, baixo nível de fertilidade e excessiva drenagem. Há ainda os solos indiscriminados de mangue, nas margens do rio Potengi, e uma pequena porção do latossolo vermelho amarelo, no extremo sudoeste do município.
O município possui seu território localizado dentro de um conjunto de três bacias hidrográficas, sendo a do rio Potengi a maior delas, cobrindo 31,19% da área de Natal, seguido pelas bacias dos rios Doce (23,43%) e Pirangi (15,3%) e os 30,9% restantes seguido na faixa litorânea oriental de escoamento difuso. Dois importantes rios de Natal são o Potengi, que nasce no agreste do Rio Grande do Norte e percorre 176 quilômetros, desembocando no Oceano Atlântico, e o Jundiaí, afluente do Potengi. Também se destaca o rio Pitimbu, que nasce no município de Macaíba, corta o bairro natalense de Pitimbu, na Zona Sul, e deságua na Lagoa do Jiqui, no município de Parnamirim. Outros rios que cortam a cidade são o Guariju e o Jaguaribe.

### Clima
| Recordes mensais de precipitação acumulada em 24 horas em Natal (INMET)         | Recordes mensais de precipitação acumulada em 24 horas em Natal (INMET) | Recordes mensais de precipitação acumulada em 24 horas em Natal (INMET) | Recordes mensais de precipitação acumulada em 24 horas em Natal (INMET) | Recordes mensais de precipitação acumulada em 24 horas em Natal (INMET) | Recordes mensais de precipitação acumulada em 24 horas em Natal (INMET) |
| Mês                                                                             | Acumulado                                                               | Data                                                                    | Mês                                                                     | Acumulado                                                               | Data                                                                    |
| ------------------------------------------------------------------------------- | ----------------------------------------------------------------------- | ----------------------------------------------------------------------- | ----------------------------------------------------------------------- | ----------------------------------------------------------------------- | ----------------------------------------------------------------------- |
| Janeiro                                                                         | 115,6 mm                                                                | 24/01/2011                                                              | Julho                                                                   | 253,2 mm                                                                | 30/07/1998                                                              |
| Fevereiro                                                                       | 121,1 mm                                                                | 20/02/2020                                                              | Agosto                                                                  | 171,9 mm                                                                | 08/08/2008                                                              |
| Março                                                                           | 135,1 mm                                                                | 13/03/2020                                                              | Setembro                                                                | 125,6 mm                                                                | 04/09/2013                                                              |
| Abril                                                                           | 142,6 mm                                                                | 12/04/1933                                                              | Outubro                                                                 | 47,3 mm                                                                 | 25/10/1996                                                              |
| Maio                                                                            | 189,8 mm                                                                | 30/05/1951                                                              | Novembro                                                                | 225,1 mm                                                                | 28/11/2023                                                              |
| Junho                                                                           | 244 mm                                                                  | 05/06/1950                                                              | Dezembro                                                                | 55,8 mm                                                                 | 18/12/1963                                                              |
| Período: 01/01/1931 a 31/12/1970, 01/08/1983 a 31/12/1984 e 01/01/1986-presente |                                                                         |                                                                         |                                                                         |                                                                         |                                                                         |

Natal possui clima tropical chuvoso com verão seco, com amplitudes térmicas relativamente baixas e umidade do ar relativamente alta, devido à sua localização no litoral, fazendo o efeito da maritimidade bastante perceptível. A capital potiguar ostenta o título de Cidade do Sol em função de sua elevada luminosidade solar, a maior dentre as capitais brasileiras, que ultrapassa 2 900 horas anuais.
O índice pluviométrico anual é de aproximadamente 1 700 milímetros (mm), concentrados entre os meses de março e julho. Apesar disso, chuvas acompanhadas de descargas elétricas são pouco comuns na cidade. De acordo com o Grupo de Eletricidade Atmosférica do Instituto Nacional de Pesquisas Espaciais (ELAT/INPE), o município apresenta uma densidade de descargas de 0,05 raios por km²/ano, estando na 163ª posição a nível estadual e na 5 544ª a nível nacional, sendo, portanto, um dos menores do país.
Segundo dados do Instituto Nacional de Meteorologia (INMET), referentes ao período de 1931 a 1970, 1983 (a partir de 1° de agosto) a 1984 e desde 1986, a menor temperatura registrada em Natal foi de 14,8 °C em 28 de junho de 1959 e a maior atingiu 36,8 °C em 28 de fevereiro do mesmo ano. O maior acumulado de precipitação em 24 horas foi de 253,2 mm em 30 de julho de 1998, seguido por 244 mm em 5 de junho de 1950. Outros acumulados iguais ou superiores a 200 mm foram: 225,1 mm em 28 de novembro de 2023, 222 mm em 15 de junho de 2014, 216,8 mm em 2 de julho de 2008 e 210,4 mm em 9 de junho de 2008. Os meses de maior precipitação da série histórica foram julho de 1998 (791,8 mm), junho de 2005 (762,3 mm), junho de 2004 (643,4 mm) e abril de 1986 (642,4 mm).
| Dados climatológicos para Natal | Dados climatológicos para Natal | Dados climatológicos para Natal | Dados climatológicos para Natal | Dados climatológicos para Natal | Dados climatológicos para Natal | Dados climatológicos para Natal | Dados climatológicos para Natal | Dados climatológicos para Natal | Dados climatológicos para Natal | Dados climatológicos para Natal | Dados climatológicos para Natal | Dados climatológicos para Natal | Dados climatológicos para Natal |
| Mês | Jan                             | Fev                             | Mar                             | Abr                             | Mai                             | Jun                             | Jul                             | Ago                             | Set                             | Out                             | Nov                             | Dez                             | Ano                             |
| --- | ------------------------------- | ------------------------------- | ------------------------------- | ------------------------------- | ------------------------------- | ------------------------------- | ------------------------------- | ------------------------------- | ------------------------------- | ------------------------------- | ------------------------------- | ------------------------------- | ------------------------------- |
| Temperatura máxima recorde (°C) | 33,4                            | 36,8                            | 33,8                            | 33                              | 32,4                            | 32,2                            | 30,8                            | 31,2                            | 31,8                            | 32,5                            | 32,7                            | 32,4                            | 36,8                            |
| Temperatura máxima média (°C) | 30,4                            | 30,7                            | 30,7                            | 30,3                            | 29,8                            | 28,8                            | 28,4                            | 28,6                            | 29                              | 29,7                            | 30                              | 30,4                            | 29,7                            |
| Temperatura média compensada (°C) | 27,4                            | 27,6                            | 27,5                            | 27,2                            | 26,6                            | 25,4                            | 24,8                            | 25                              | 25,8                            | 26,5                            | 27                              | 27,4                            | 26,5                            |
| Temperatura mínima média (°C) | 24,4                            | 24,6                            | 24,2                            | 23,7                            | 23,1                            | 21,9                            | 21                              | 21,2                            | 22,2                            | 23,5                            | 24,2                            | 24,7                            | 23,2                            |
| Temperatura mínima recorde (°C) | 18,4                            | 19                              | 17,9                            | 17,7                            | 17,9                            | 14,8                            | 16,1                            | 15,4                            | 16,6                            | 17,3                            | 17,9                            | 18,4                            | 14,8                            |
| Precipitação (mm) | 80,7                            | 99,8                            | 200,8                           | 240,5                           | 221,8                           | 348,8                           | 254                             | 118,7                           | 54                              | 20,6                            | 22,5                            | 29                              | 1 691,2                         |
| Dias com precipitação (≥ 1 mm) | 7                               | 8                               | 13                              | 16                              | 15                              | 18                              | 16                              | 12                              | 8                               | 5                               | 4                               | 5                               | 127                             |
| Umidade relativa compensada (%) | 79,1                            | 79,2                            | 80,6                            | 82,4                            | 82,8                            | 84,5                            | 82,9                            | 80,7                            | 79,6                            | 77,8                            | 77,8                            | 78,3                            | 80,5                            |
| Insolação (h) | 256,2                           | 228,4                           | 241                             | 218                             | 232,6                           | 199,3                           | 215,6                           | 253,9                           | 267,2                           | 295,2                           | 285,9                           | 286,5                           | 2 979,8                         |
| Fonte: INMET (normal climatológica de 1991-2020; recordes de temperatura: 01/01/1931 a 31/12/1970, 01/08/1983 a 31/12/1984 e 01/01/1986-presente) |                                 |                                 |                                 |                                 |                                 |                                 |                                 |                                 |                                 |                                 |                                 |                                 |                                 |

### Áreas verdes
Inserido no bioma da Mata Atlântica, Natal possui dez zonas de proteção ambiental (ZPA) definidas pelo plano diretor da cidade: os campos dunares de Pitimbu, Candelária e Cidade Nova (ZPA-01); o Parque das Dunas (ZPA-02); a área compreendida entre o Rio Pitimbu e a Avenida dos Caiapós (ZPA-03); campos dunares dos bairros Guarapes e Planalto (ZPA-04); dunas e lagoas de Ponta Negra (ZPA-05); o Morro do Careca (ZPA-06); o Forte dos Reis Magos e seu entorno (ZPA-07); o estuário dos rios Potengi e Jundiaí com seus manguezais (ZPA-08);  os ecossistemas do Rio Doce (ZPA-09) e as áreas ao redor do Farol de Mãe Luíza (ZPA-10).
O Parque das Dunas ocupa uma área de 1 172,8 ha (11,728 km²) e foi criado em 22 de novembro de 1977 pelo decreto estadual n° 7 237, tornando-se a primeira unidade de conservação do Rio Grande do Norte. Integra a Reserva da Biosfera da Mata Atlântica Brasileira, reconhecida em 1994 pela UNESCO, que declarou o parque como "Patrimônio Ambiental da Humanidade". Sua flora reúne mais de 350 espécies, desde árvores de grande porte até herbáceas e gramíneas. Em sua fauna já foram identificadas mais de 170 espécies, dentre as quais o lagarto-de-folhiço, de nome científico Coleodactylus natalensis, um réptil endêmico do parque, ou seja, encontrado somente nesta área.
O Parque da Cidade abrange áreas dos bairros de Candelária (maior parte), Cidade Nova e Pitimbu e foi criado pelo decreto municipal n° 8 078, de 13 de dezembro de 2006, inicialmente com 64 ha de área, sendo ampliada para 132 ha por força do decreto 8 608, de 11 de dezembro de 2008, por meio da desapropriação de terrenos privados. O parque protege uma importante área de recarga de aquífero de Natal e, em sua biodiversidade, já foram identificadas, ao menos, 21 espécies de animais e 29 de plantas. Em seu interior existe uma torre de 45 metros de altura, projetada pelo renomado arquiteto Oscar Niemeyer e que possibilita uma visão parcial da cidade.

## Demografia
Após décadas de crescimento expressivo, a população de Natal encolheu 6,52% entre os dois últimos censos demográficos, a segunda maior queda dentre as capitais estaduais e, em números absolutos, a sétima maior dentre os municípios do Brasil. Com 803 739 habitantes em 2010, esse número caiu para 751 300 no censo de 2022. Essa queda populacional fez com que o município caísse uma posição a nível regional, passando da sétima para a oitava colocação, e da 20ª para 24ª posição a nível nacional. Ainda assim, Natal continua sendo o município mais populoso do Rio Grande do Norte, possuindo também a maior densidade populacional dentre os municípios potiguares (4 488,03 hab./km²) e 100% da população urbana. Em contrapartida, todos os seus municípios vizinhos registraram aumento na população, com destaque para Parnamirim e principalmente Extremoz.

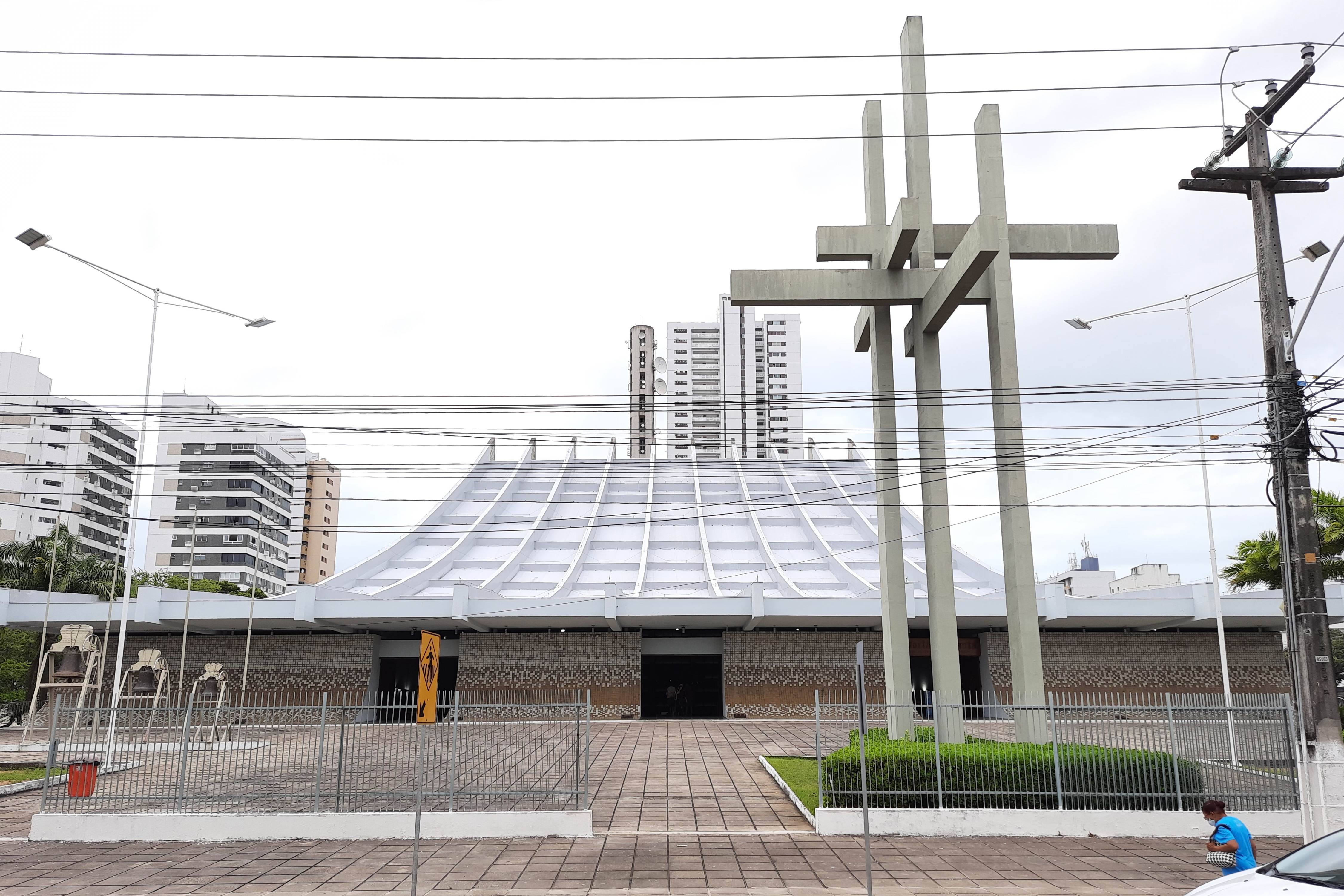
Atual Catedral Metropolitana de Nossa Senhora da Apresentação, sé arquiepiscopal desde 1988

A idade mediana da população é de 36 anos, sendo maior em amarelos e indígenas (40 anos) e menor em pardos (35 anos). A razão de sexo era de 86,91 (8 691 homens para cada 10 000 mulheres), com uma média de 2,77 habitantes por domicílio. No quesito cor ou raça, grande parte da população é parda (46,63%) ou branca (43,22%), havendo também pretos (9,8%) e uma minoria de amarelos e indígenas, cada um com 0,17%.
A população natalense é miscigenada e descende de portugueses, africanos e indígenas. Conforme um antigo estudo genético, datado de 1982, a ancestralidade encontrada foi 58% europeia, 25% africana e 17% indígena. O desenvolvimento da capital e de sua região metropolitana provocou a atração pessoas de outras partes do estado ou mesmo do país, que vêm principalmente em busca de trabalho e melhores condições de vida. Grande parte dos novos habitantes vão para as áreas próximas à capital, o que fez com que surgisse uma conurbação entre Natal e municípios do entorno.
Ainda segundo o censo de 2022, mais da metade (58,63%) dos habitantes acima dos dez anos eram católicos, 24,62% evangélicos, 2,08% espíritas e 0,54% umbandistas e candomblecistas. Outros 9,91% não tinham religião, 0,02% seguiam tradições indígenas, 0,12% não declararam e 0,04% não souberam sua preferência religiosa.

### Indicadores socioeconômicos
Entre 2000 e 2010, o percentual da população que vivia com renda domiciliar per capita inferior 140 reais caiu de 24,7%, percentual que reduziu para 11,8%, apresentando uma redução de 52,8%. Em 2010, 88,2% da população vivia acima da linha de pobreza, 7,57% entre as linhas de indigência e pobreza e 4,23% abaixo da linha de indigência. No mesmo ano, o valor do índice de Gini era de 0,61 e os 20% mais ricos contribuíam com 66,17% da renda municipal, valor mais de 24 vezes maior do que a participação dos 20% mais pobres, de apenas 2,72%. O Índice de Desenvolvimento Humano (IDH-M) do município era de 0,763, considerado alto pelo Programa das Nações Unidas para o Desenvolvimento (PNUD), sendo o segundo maior do Rio Grande do Norte, atrás somente de Parnamirim, e o 320º do Brasil.
Segundo a prefeitura, existem registros de loteamentos irregulares, favelas, mocambos, palafitas ou assemelhados, sendo que em 2022 146 017 habitantes (19,44% da população) viviam nelas. Muitos destes são pessoas que vieram de outras cidades ou mesmo estados à procura de melhores oportunidades de vida em Natal, porém não conseguiram emprego e acabaram em se afixar em aglomerados subnormais. Estima-se que haja cerca de setenta, que estão concentradas principalmente na Zona Oeste da cidade, entre os conjuntos habitacionais da zona Norte, entre loteamentos clandestinos e ainda às margens da entrada da cidade. Para reverter a situação houve a tentativa de remoção de moradores de favelas para novas casas ou mesmo conceder auxílios a algumas famílias. Outros projetos incluem a construção de conjuntos habitacionais em espaços vazios da cidade, conforme diretrizes do Plano Diretor de Natal.

## Política
De acordo com a lei orgânica do município de Natal, promulgada em 3 de abril de 1990 e abriga uma comarca do poder judiciário estadual, de terceira entrância. são poderes do município, independentes e harmônicos entre si, o executivo e o legislativo. O poder executivo, cuja sede é o Palácio Felipe Camarão, é representado pelo prefeito, auxiliado pelo seu gabinete de secretários e eleito pelo através do voto popular para um mandato de quatro anos, sendo permitida uma única reeleição para mais um mandato seguido. O poder legislativo é representado pela Câmara Municipal, formada, desde 2013, por 29 vereadores. Cabe à casa legislativa elaborar e votar leis fundamentais à administração e ao executivo, especialmente o orçamento municipal.
Por ser a capital do estado do Rio Grande do Norte, Natal sedia os poderes executivo (Centro Administrativo do Estado, sede do governo estadual), legislativo (Assembleia Legislativa do Rio Grande do Norte) e judiciário (Tribunal de Justiça do Rio Grande do Norte) estaduais. De acordo com o Tribunal Superior Eleitoral, a capital potiguar possuía, em dezembro de 2024, 575 688 eleitores (21,75% do eleitorado do Rio Grande do Norte), distribuídos em cinco seções eleitorais (1ª, 2ª, 3ª, 4ª e 69ª).

### Cidades irmãs e consulados
Oficialmente, Natal possui as seguintes cidades-irmãs:
- Belém, Palestina[170]
- Córdova, Argentina[171]
- Fortaleza (CE), Brasil[171]
- Guadalajara, México[172]
- Lisboa, Portugal[173]
- Porto Alegre (RS), Brasil[174]

Além das cidades irmãs, Natal possui duas cidades parceiras, ambas capitais estaduais, com as quais mantém um estreito relacionamento e convênio turístico. São elas: Rio de Janeiro e Salvador. A cidade ainda abriga oito consulados, sendo sete de países europeus (Alemanha, Espanha, França, Itália, Noruega, Países Baixos e Portugal) e um da América do Sul, o Chile.

## Subdivisões

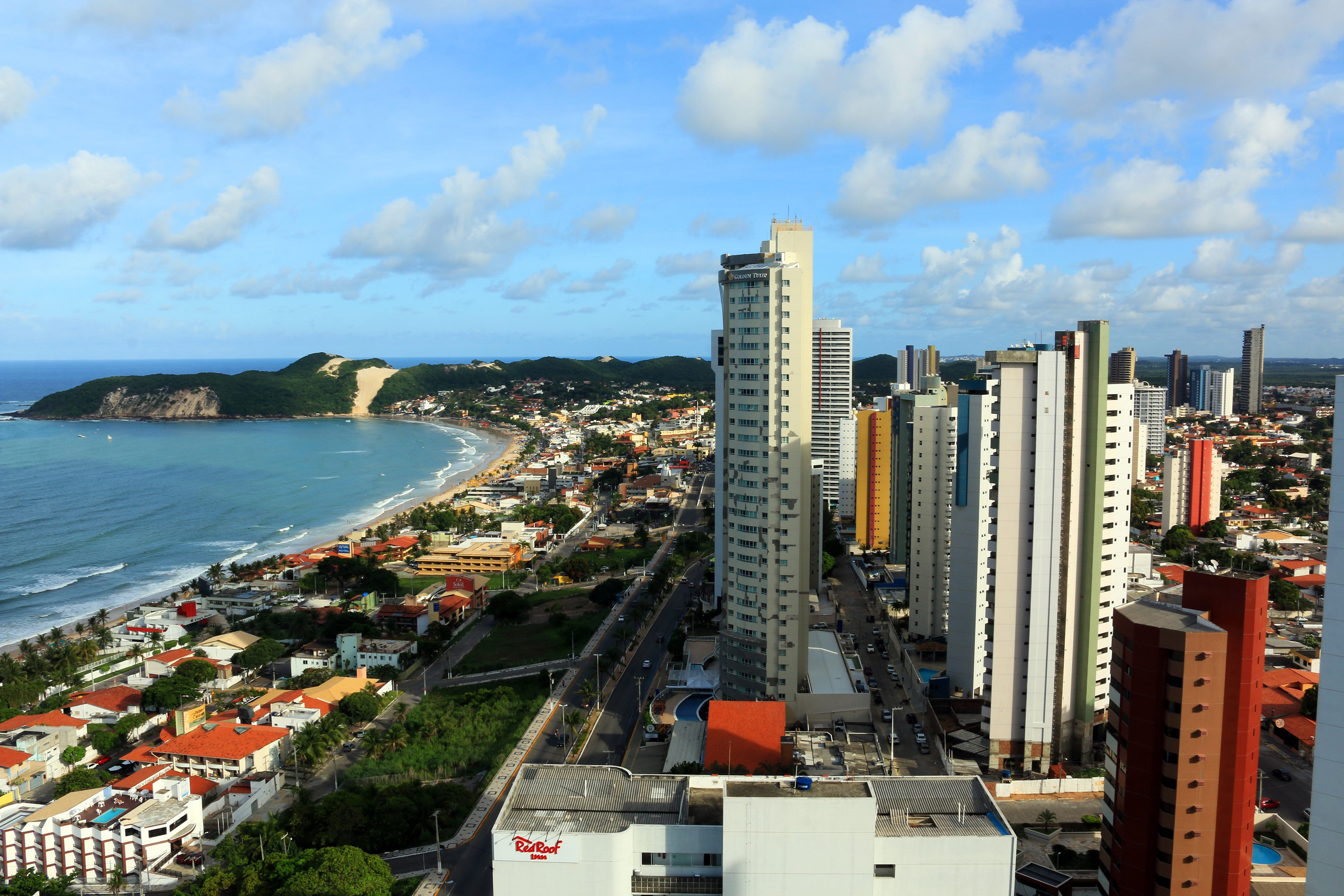
Ponta Negra, o bairro que mais cresceu entre os censos de 2010 e 2022

O município de Natal está dividido em quatro regiões administrativas (reconhecidas pelo IBGE como subdistritos), também chamadas de zonas: Norte, Sul, Leste e Oeste, além de uma área reservada ao Parque das Dunas, uma área de proteção ambiental que cobre um total de 1 203,98 hectares (12,0398 km²). A Zona Norte, separada das demais pelo rio Potengi, é a maior delas tanto em área (5 888,5 ha, ou 58,885 km²) quanto em população, com 275 512 habitantes no censo de 2010, número este superior à população de qualquer outro município do Rio Grande do Norte (inclusive Mossoró, o segundo mais populoso do estado). Nesta zona estão localizados tanto o bairro mais populoso da cidade quanto o menos populoso, sendo eles, respectivamente, Nossa Senhora da Apresentação (76 177 habitantes) e Salinas (1 042 residentes).
Por outro lado, a Zona Leste é a menor em tamanho territorial, com cerca de 16 000 ha (16 km²) e também a menos populosa, tendo mais de 101 mil habitantes. Nela está o menor bairro natalense em área, Areia Preta, com apenas 0,3217 km² (3 217 ha), enquanto o maior é Ponta Negra, na Zona Sul, cobrindo uma superfície de 1 382,03 ha (13,8203 km²). A cidade possui um total de 36 bairros desde 1998, quando foi criado o bairro do Planalto, inicialmente na Zona Sul e, desde 2002, na Zona Oeste. Entre 2010 e 2022, o bairro de Ponta Negra, na Zona Sul, apresentou o maior crescimento populacional, de 24 681 para 35 151 habitantes, um aumento de 42,4% no período, enquanto Potengi, na Zona Norte, viu sua população encolher em 16%, de 57 848 para 48 596 moradores.
| Região administrativa | Região administrativa | População (Censo 2022) | Bairros (total) |  |
| --------------------- | --------------------- | ---------------------- | --- |  |
|                       | Norte                 | 275 512                | Igapó, Lagoa Azul, Nossa Senhora da Apresentação, Pajuçara, Potengi, Redinha e Salinas (7)                                                          |  |
|                       | Sul                   | 171 380                | Candelária, Capim Macio, Lagoa Nova, Neópolis, Nova Descoberta, Pitimbu e Ponta Negra (7)                                                           |  |
|                       | Leste                 | 101 463                | Alecrim, Areia Preta, Barro Vermelho, Cidade Alta, Lagoa Seca, Mãe Luíza, Petrópolis, Praia do Meio, Ribeira, Rocas, Santos Reis e Tirol (12)       |  |
|                       | Oeste                 | 202 945                | Cidade da Esperança, Cidade Nova, Dix-Sept Rosado, Felipe Camarão, Bom Pastor, Guarapes, Nordeste, Nossa Senhora de Nazaré, Planalto e Quintas (11) |  |
| Natal                 | Natal                 | 751 300                | 36 |  |

## Economia

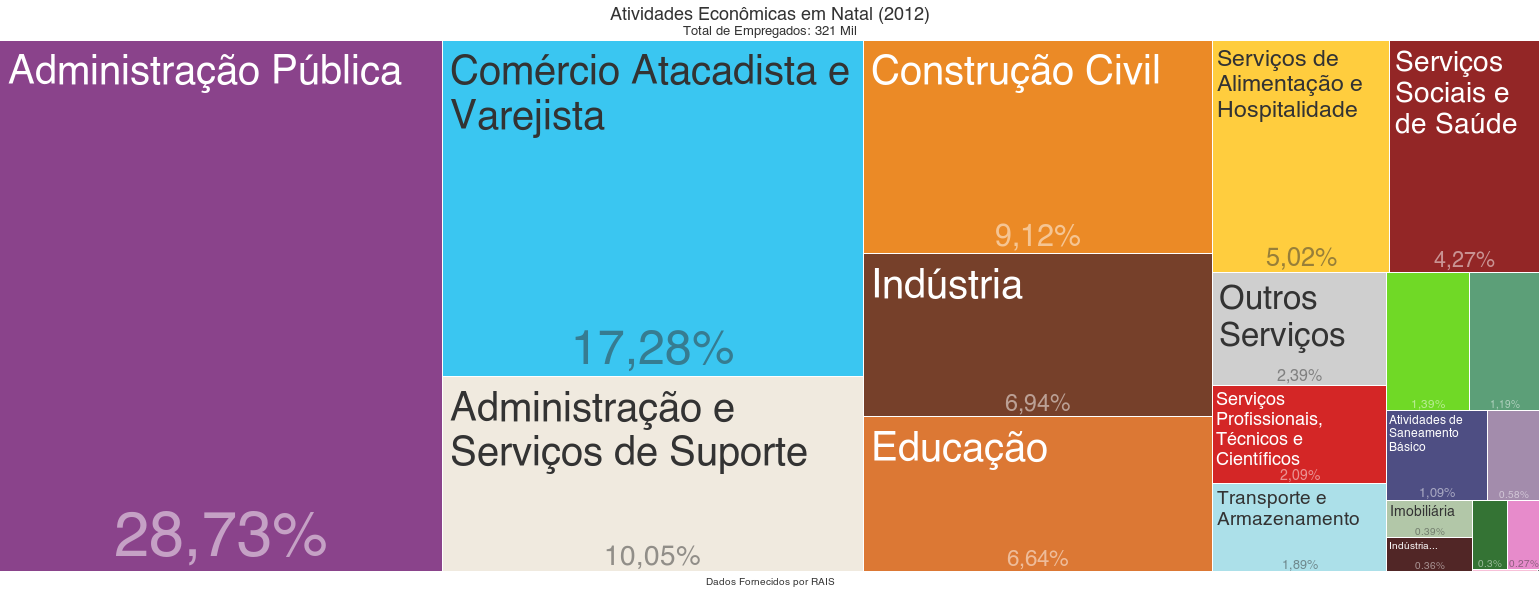
Atividades econômicas de Natal em 2012

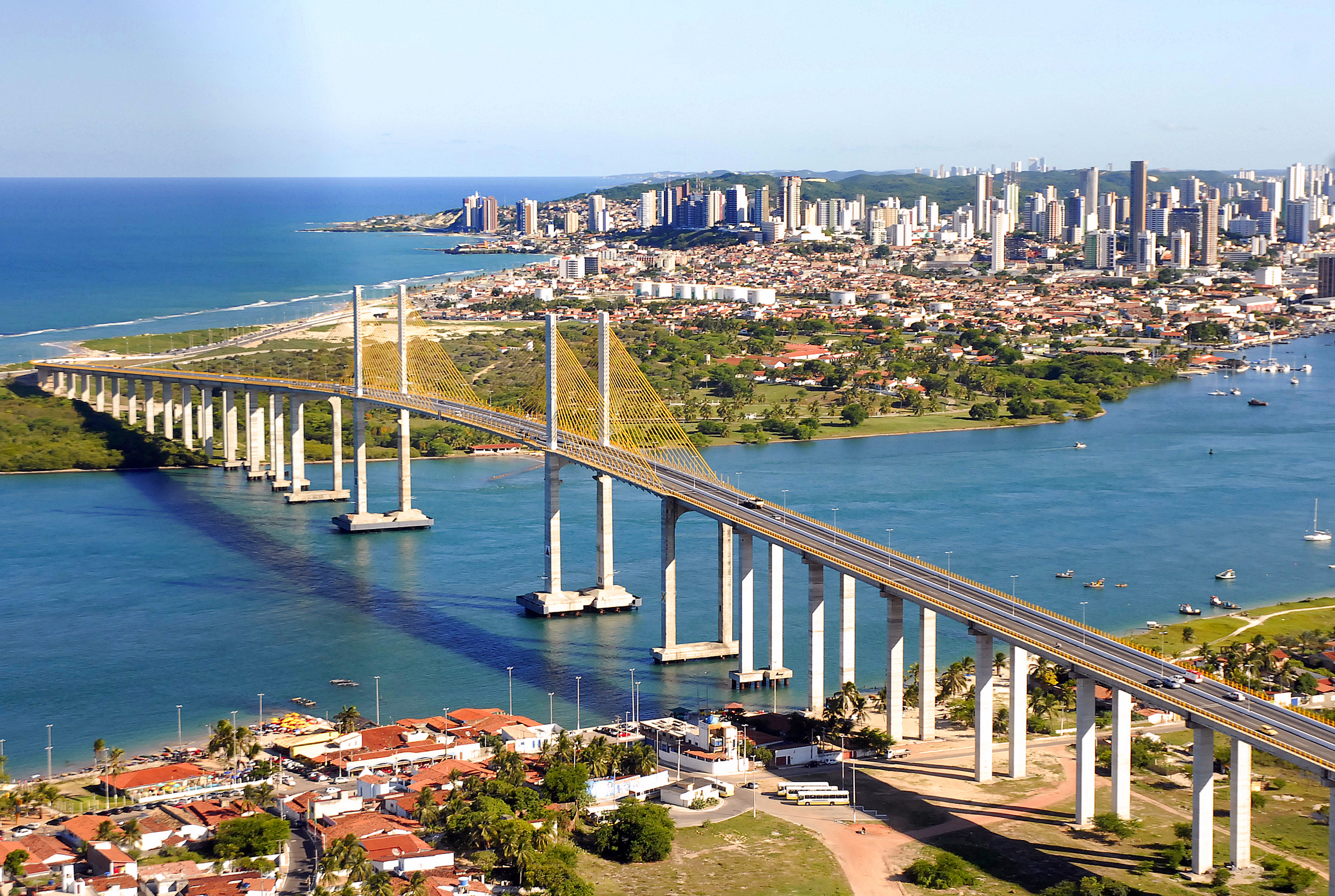
Natal com a Ponte Newton Navarro em destaque

O Produto Interno Bruto (PIB) de Natal é o maior do estado do Rio Grande do Norte. De acordo com dados do IBGE, relativos a 2009, o PIB do município era de R$ 10 369 581 mil., concentrando, sozinha, cerca de 40% de todo o PIB estadual. 1 444 513 mil são de impostos sobre produtos líquidos de subsídios a preços correntes. O PIB per capita é de R$ 12 862,25.
A principal fonte econômica está centrada no setor terciário, com seus diversos segmentos de comércio e prestação de serviços de várias áreas, como na educação e saúde. Em seguida, destaca-se o setor secundário, com complexos industriais de grande porte. De acordo com o IBGE, a cidade possuía, no ano de 2009, 22 166 unidades locais, sendo que 20 657 dessas empresas e estabelecimentos comerciais eram atuantes e havia um total de 594 025 trabalhadores, sendo 311 104 eram do tipo "pessoal ocupado total" e 282 921 do tipo "ocupado assalariado". Salários juntamente com outras remunerações somavam 5 165 331 reais e o salário médio mensal de todo município era de 3,1 salários mínimos.
Por possuir toda a sua população vivendo na zona urbana, o município possui pouca tradição no setor primário. Na pecuária, em 2010 havia um rebanho de 1 467 bovinos, produzindo 117 mil litros de leite, 295 suínos, 3 645 galos, frangos, frangas e pintos, 25 430 galinhas, com uma produção de 622 mil dúzias de ovos. No Censo Agropecuário de 2006 foram registrados 46 estabelecimentos agropecuários de produtores individuais, com uma área produtiva de 163 ha, 2 cooperativas (372 ha), apenas uma sociedade pessoal ou consórcio e cinco sociedades anônimas (64 ha). No PIB municipal, o valor adicionado bruto da agropecuária em 2009 foi de 15 241 reais.
Natal se destaca pela produção industrial diversificada, com foco nas indústrias de construção civil e transformação, além de possuir um polo das indústrias de confecção e têxteis, Natal conta ainda com um distrito industrial, o primeiro do estado, abrigando a sede da Federação das Indústrias do Estado do Rio Grande do Norte (FIERN), organização fundada em 27 de fevereiro de 1953 e reconhecida apenas no ano seguinte, por meio de uma carta sindical.
A modernização do comércio em Natal começou sobretudo a partir da década de 1940, quando norte-americanos visitaram a cidade, durante a época da Segunda Guerra Mundial. Hoje, Natal tem expandido suas atividades de comércio e serviços de informação, apresentando grande quantidade de supermercados e de hipermercados, o que fez com que a cidade passasse a ser chamada pelos empresários de "Paraíso dos supermercados".
A cidade possui seis shoppings centers, sendo que o principal deles é o Midway Mall, o maior shopping do Rio Grande do Norte, localizado no bairro Tirol, além do Shopping Cidade Jardim, localizado na Avenida Engenheiro Roberto Freire; o Natal Shopping, localizado no bairro da Candelária; o Praia Shopping, situado em Ponta Negra; o Norte Shopping, localizado na zona norte; e o Shopping Via Direta, localizado em Lagoa Nova.

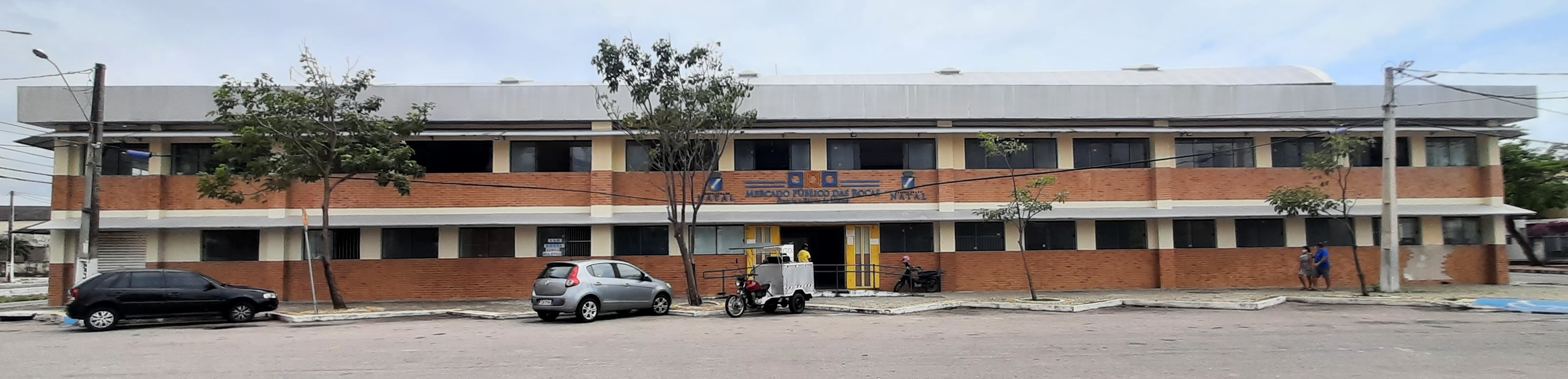
Mercado Público Francisca Barros de Morais, no bairro das Rocas

## Infraestrutura

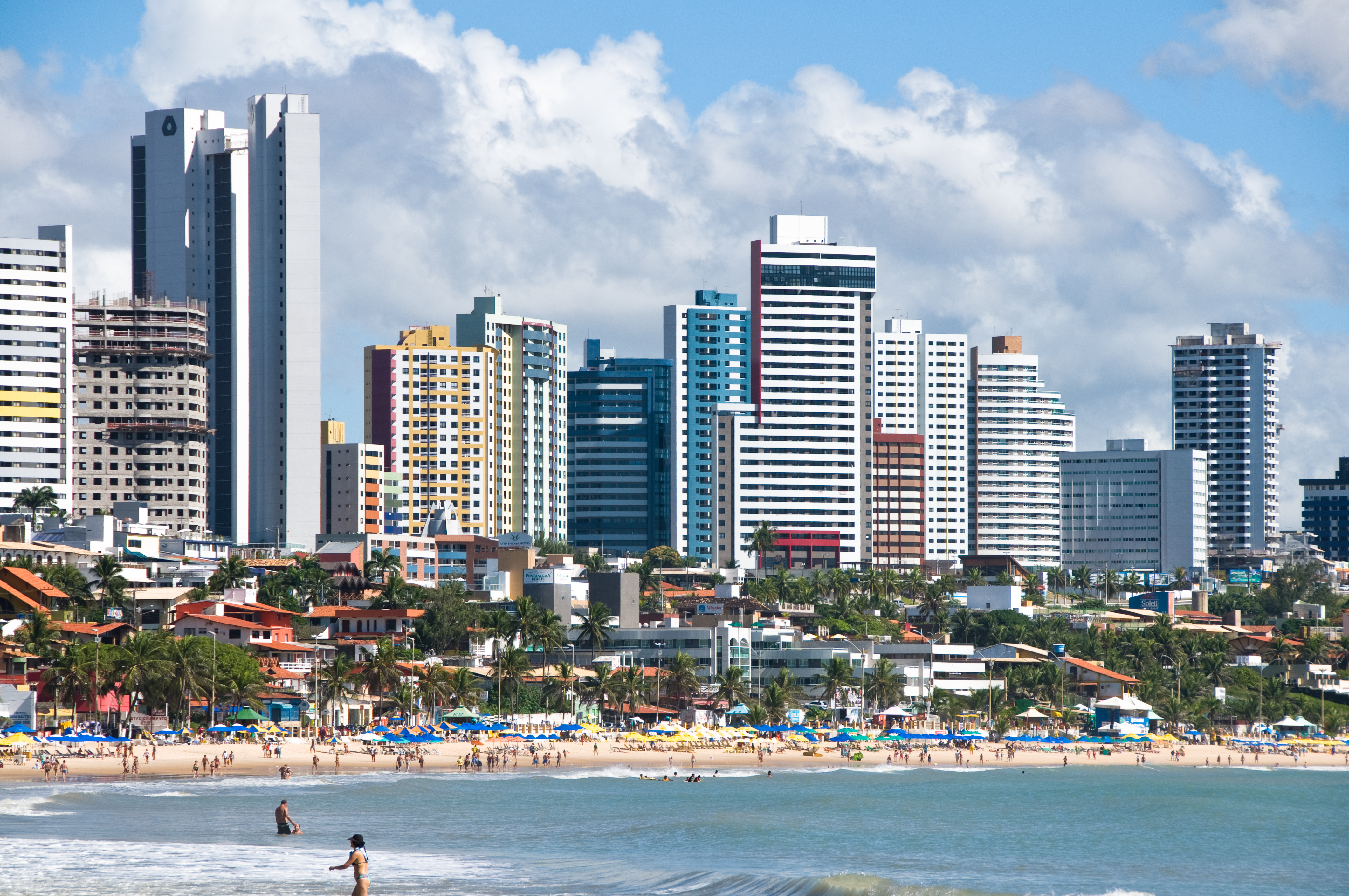
Edifícios residenciais no bairro Ponta Negra, na zona sul

No ano de 2010, segundo o IBGE, a cidade tinha 235 522 domicílios entre apartamentos, casas, e cômodos. Naquele ano, 98,24% desses domicílios eram atendidos pela rede geral de abastecimento de água; 98,90% das moradias possuíam coleta de lixo e 98,90% das residências possuíam escoadouro sanitário. Entretanto, apenas 32% das residências da capital potiguar, segundo dados de 2011, possuíam coleta e tratamento de esgoto por saneamento básico. O abastecimento de água é feito pela Companhia de Águas e Esgotos do Rio Grande do Norte (CAERN) e o fornecimento de energia elétrica é de responsabilidade da Companhia Energética do Rio Grande do Norte (COSERN), ambas com sede e foro na cidade. A voltagem da rede elétrica é de 220 V.
Atualmente, quase todo o lixo produzido na capital potiguar, bem como dos municípios de Ceará-Mirim, Macaíba, Ielmo Marinho e São Gonçalo do Amarante, são alocados temporariamente na Estação de Transbordo de Resíduos Sólidos de Cidade Nova e, posteriormente, jogados no Aterro Sanitário Metropolitano, localizado em Ceará-Mirim, administrado pela empresa Braseco e recebe cerca de 1,7 toneladas/dia, porém somente 1,5% é de fato separado para reciclagem.
Na área de telefonia, o índice por área de discagem direta a distância (DDD) é de 084. Natal conta ainda com diversos jornais, porém nenhum está entre os cinquenta de maior circulação no país, segundo dados do Instituto Verificador de Comunicação (IVC). Também há algumas rádios, sendo mais de 14 rádios AM e FM como a Globo Natal FM, a 97 FM, a Nordeste Evangélica, a Rádio Satélite FM, a Rádio Jovem Pan FM e muitas outras. Natal possui também diversas emissoras de televisão sediadas da própria cidade, como a InterTV Cabugi, afiliada da Rede Globo; a Band Natal; a TV Tropical; a TV Ponta Negra e a TV Feliz.

### Saúde
Segundo informações do IBGE, Natal dispunha de um total de 423 estabelecimentos de saúde (2009), sendo 88 públicos e 335 privados. Neles, a cidade possuía 2 834 leitos para internação. A cidade também conta com atendimento ambulatorial com atendimento médico em especialidades básicas, atendimento odontológico com dentista e presta serviço ao Sistema Único de Saúde (SUS). O município é sede da VII URSAP, que reúne, além da capital, outros quatro municípios do estado do Rio Grande do Norte (Extremoz, Macaíba, Parnamirim e São Gonçalo do Amarante).
Em 2009 existiam 278 165 mulheres em idade fértil (entre 10 e 49 anos). Natal contava em abril de 2010 com 420 anestesistas, 2 382 auxiliares de enfermagem, 373 cirurgiões gerais, 1 021 cirurgiões dentistas, 718 clínicos gerais, 929 enfermeiros, 624 farmacêuticos, 342 fisioterapeutas, 185 fonoaudiólogos, 498 gineco-obstetras, 6 051 médicos gerais, 101 médicos de família, 248 nutricionistas, 534 pediatras, 250 psicólogos, 94 psiquiatras, 262 radiologistas e 1 121 técnicos de enfermagem, totalizando 16 461 profissionais de saúde. Em 2008 foram registrados 12 374 nascidos vivos, sendo que 7,9% nasceram prematuros, 49,4% foram de partos cesáreos e 18,4% foram de mães entre 10 e 19 anos (1,1% entre 10 e 14 anos). A taxa bruta de natalidade era de 15,5. No mesmo ano, a taxa de mortalidade infantil era de 16,4 por mil nascidos vivos e a taxa de óbitos era de 5,0 por mil habitantes.

### Educação, ciência e tecnologia
O fator "educação" do IDH no município atingiu em 2010 a marca de 0,694 – patamar considerado médio, em conformidade aos padrões do Programa das Nações Unidas para o Desenvolvimento (PNUD) – ao passo que a taxa de analfabetismo indicada pelo último censo demográfico no mesmo ano foi de 8,3%, a segunda menor do Rio Grande do Norte, atrás apenas da vizinha Parnamirim (cuja taxa é de 8%). Considerando-se apenas a taxa de analfabetismo de pessoas entre quinze e 24 anos, o índice atinge apenas 2,7%, a sexta menor entre os municípios potiguares.
A cidade possui ainda inúmeras instituições de ensino superior: Faculdade Católica Nossa Senhora das Neves (FCNSN); Faculdade de Natal (FAL); Faculdade Casa do Fera Ponta Negra (FAC CDF Ponta Negra); Instituto Federal do Rio Grande do Norte (IFRN); Faculdade de Excelência Educacional do Rio Grande do Norte; Instituto Natalense de Ensino e Cultura (INEC); Instituto de Educação Superior Presidente Kennedy (IFESP); Faculdade Natalense para o Desenvolvimento do Rio Grande do Norte (FARN); Instituto Natalense de Educação Superior (INES); Faculdade de Ciências, Cultura e Extensão do Rio Grande do Norte (FACEX); Faculdade Câmara Cascudo (FCC); Faculdade Maurício de Nassau (Natal); Faculdade de Ciências Empresariais e Estudos Costeiros de Natal (FACEN); Universidade do Estado do Rio Grande do Norte (UERN); Universidade Federal do Rio Grande do Norte (UFRN) e  Universidade Potiguar (UnP).
No campo da ciência, uma iniciativa notória é o Instituto Internacional de Neurociências de Natal (IINN), que funciona em 2006, tendo sido idealizado pelo neurocientista Miguel Nicolelis, considerado um dos vinte mais importantes neurocientistas em atividade no mundo. O instituto foi criado no estado com o objetivo de descentralizar a pesquisa nacional das regiões Sudeste e Sul do Brasil. Em 2011, foi criado o Instituto Metrópole Digital (IMD), vinculado à UFRN, que atua em diversas pesquisas e ações de inovação tecnológica e empreendedorismo como a incubadora de empresas "Inova Metrópole" de base tecnológica na área de Tecnologia da Informação (TI). O IMD atualmente conta com duas unidades físicas: o Centro Integrado de Vocação Tecnológica (CIVT) e o Núcleo de Pesquisas e Inovação em Tecnologia da Informação (NPITI), atuando na formação de nível técnico, superior e na pós-graduação.

### Transporte

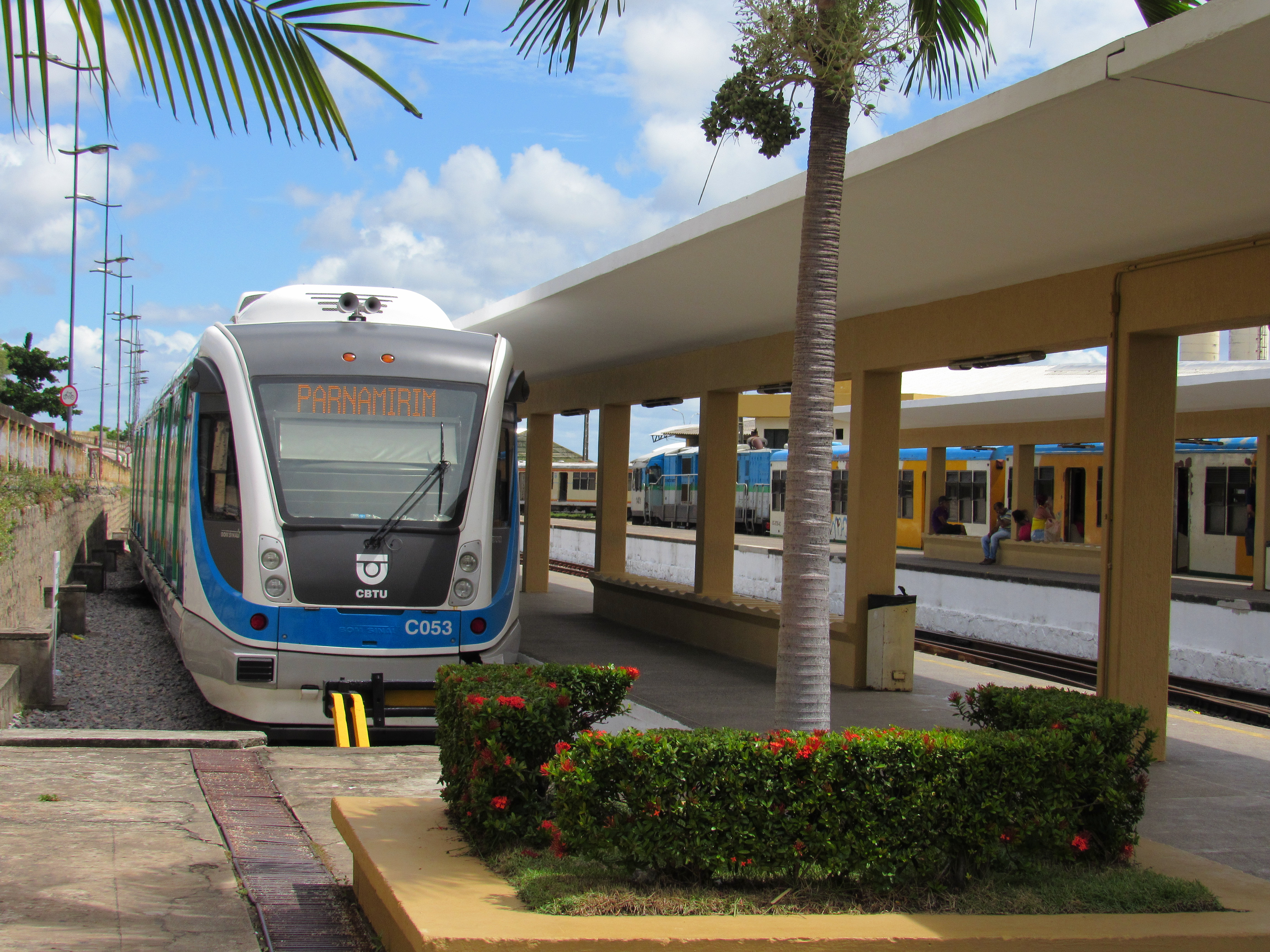
VLT do Sistema de Trens Urbanos de Natal na estação da Ribeira, a mais antiga da cidade, inaugurada em 28 de setembro de 1881 junto com a primeira linha férrea do Rio Grande do Norte

A Secretaria Municipal de Mobilidade Urbana (SEMOB) é responsável pelo controle e manutenção do trânsito do município, desde a fiscalização das vias públicas e comportamento de motoristas e pedestres até a elaboração de projetos de engenharia de tráfego, pavimentação, construção de obras viárias e gerenciamento de serviços tais como os de táxis, alternativos, ônibus, fretados e escolares. A frota municipal no ano de 2018 era 408 177 unidades, sendo a maior parte (228 989) de automóveis. A grande quantidade de veículos que transitam diariamente em Natal faz com que a cidade se torne congestionada nos horários de pico. Apesar dos problemas causados pela grande frota, há intervenções que vêm melhorando o tráfego, ainda que de forma lenta e gradual.
O sistema de transporte coletivo de ônibus transporta diariamente mais de trezentos mil passageiros e abrange linhas exploradas por algumas empresas. O sistema de táxis possui uma frota padronizada na cor branca e uma faixa azul com o símbolo da cidade. O transporte coletivo de passageiros em vans ou peruas, conhecido como fretamento, é permitido desde que os motoristas tenham cadastro junto ao STTU.
No transporte rodoviário, a cidade de Natal é atravessada por três rodovias federais, sendo elas a BR-101, que atravessa todo o litoral oriental brasileiro, desde Touros até o extremo sul do país; a BR-226, que tem início em Natal e se estende até o estado do Tocantins, atravessando o estado do Rio Grande do Norte de leste a oeste; a BR-304, responsável por conectar as capitais Natal e Fortaleza, passando por Mossoró e a BR-406, responsável pela interligação entre Natal e Macau, no litoral norte. Dentre as rodovias estaduais estão a RN-063, cujo trecho dentro da cidade compreende a Avenida Engenheiro Roberto Freire; RN-301 (Avenida Senador Dinarte Mariz, a Via Costeira) e RN-302 (Avenida João Medeiros Filho, chamada de "Estrada da Redinha", na zona norte). Para ligações intermunicipais, Natal ainda conta com o Complexo Rodoviário Severino Tomaz da Silveira, no bairro Cidade da Esperança, inaugurado em 1981.
No transporte ferroviário, Natal já foi servido pela Estrada de Ferro Central do Rio Grande do Norte, cujo primeiro trecho foi inaugurado em 1881 e ligava inicialmente a cidade a São José de Mipibu, chegando mais tarde até Nova Cruz, no agreste. Em 1906, foi inaugurado mais um trecho da linha até Ceará-Mirim que, posteriormente, chegou até Macau, porém hoje se encontra desativada e muitos dos seus trilhos não existem mais, restando somente as atuais linhas do metrô de Natal. Com mais de 50 km de extensão, tais linhas são administradas pela Companhia Brasileira de Trens Urbanos (CBTU) e conectam a capital a outros municípios de sua região metropolitana.
Próximo à foz do rio Potengi está o Porto de Natal, inaugurado em 1932 e administrado pela Companhia Docas do Rio Grande do Norte (CODERN). Por sua vez, no transporte aeroviário, a capital potiguar é servida pelo Aeroporto Internacional Governador Aluízio Alves, em São Gonçalo do Amarante, administrado pela Inframérica Aeroportos, tornando-se o primeiro aeroporto do Brasil a ser cedido à iniciativa privada, e inaugurado em 31 de maio de 2014. Foi construído para substituir o antigo Aeroporto Internacional Augusto Severo, em Parnamirim.

### Segurança pública e criminalidade
A provisão de segurança pública de Natal é dada por diversos organismos. A Secretaria Municipal de Segurança Pública e Defesa Social (SEMDES), criada pela Lei Complementar nº 108, de 24 de junho de 2009, está vinculada ao gabinete do prefeito municipal e tem como objetivo propor medidas e atividades que visem a segurança do município. Por força da Constituição Federal do Brasil, Natal possui também uma Guarda Municipal, responsável pela proteção dos bens, serviços e instalações públicas do município. O Conselho Municipal de Defesa Civil (Comdec) se responsabiliza por ações preventivas, assistenciais, recuperativas e de socorro em situações de risco público. A Polícia Militar, uma força estadual, é a responsável pelo policiamento ostensivo, o patrulhamento bancário, ambiental, prisional, escolar e de eventos especiais, além de realizar ações de integração social. Já a Polícia Civil tem o objetivo de combater e apurar as ocorrências de crimes e infrações.
Os poderes públicos estadual e municipal têm realizado diversas atividades para melhorar a segurança em Natal, como a aplicação de programas de videomonitoramento em áreas com altos índices de criminalidade e violência e realizando encontros e palestras sobre segurança pública com autoridades, mas ainda há vários problemas afetando o setor. O tráfico de drogas ainda ocorre na cidade, inclusive com o envolvimento de quadrilhas e facções organizadas. Além disso, um dos principais presídios do município, o Presídio Raimundo Nonato Fernandes (Cadeia Pública de Natal), já sofreu denúncias de descaso com a alimentação dos detentos e problemas com saneamento e foi palco de rebeliões. Também já foi denunciado como um local de tortura a apenados e vivenciou mortes.
Em 2023, foram registrados 202 homicídios em Natal, uma queda em relação aos 241 em 2022. O pior ano de 2000 a 2023 foi 2017, com 575 ocorrências. A taxa de crimes crimes violentos letais e intencionais para cada 100 mil habitantes, considerando casos de homicídio doloso, feminicídio, latrocínio e lesão corporal seguida de morte, era de 20,8 em 2023, posicionando-se como a 13ª menor das capitais das unidades federativas do Brasil e a segunda menor do Nordeste (atrás de Aracaju). No entanto, no mesmo ano era o município brasileiro com população igual ou superior a 100 mil habitantes com a 11ª maior taxa de celulares roubados ou furtados, valor que era de 1 265,5 aparelhos subtraídos para cada 100 mil moradores.

## Cultura

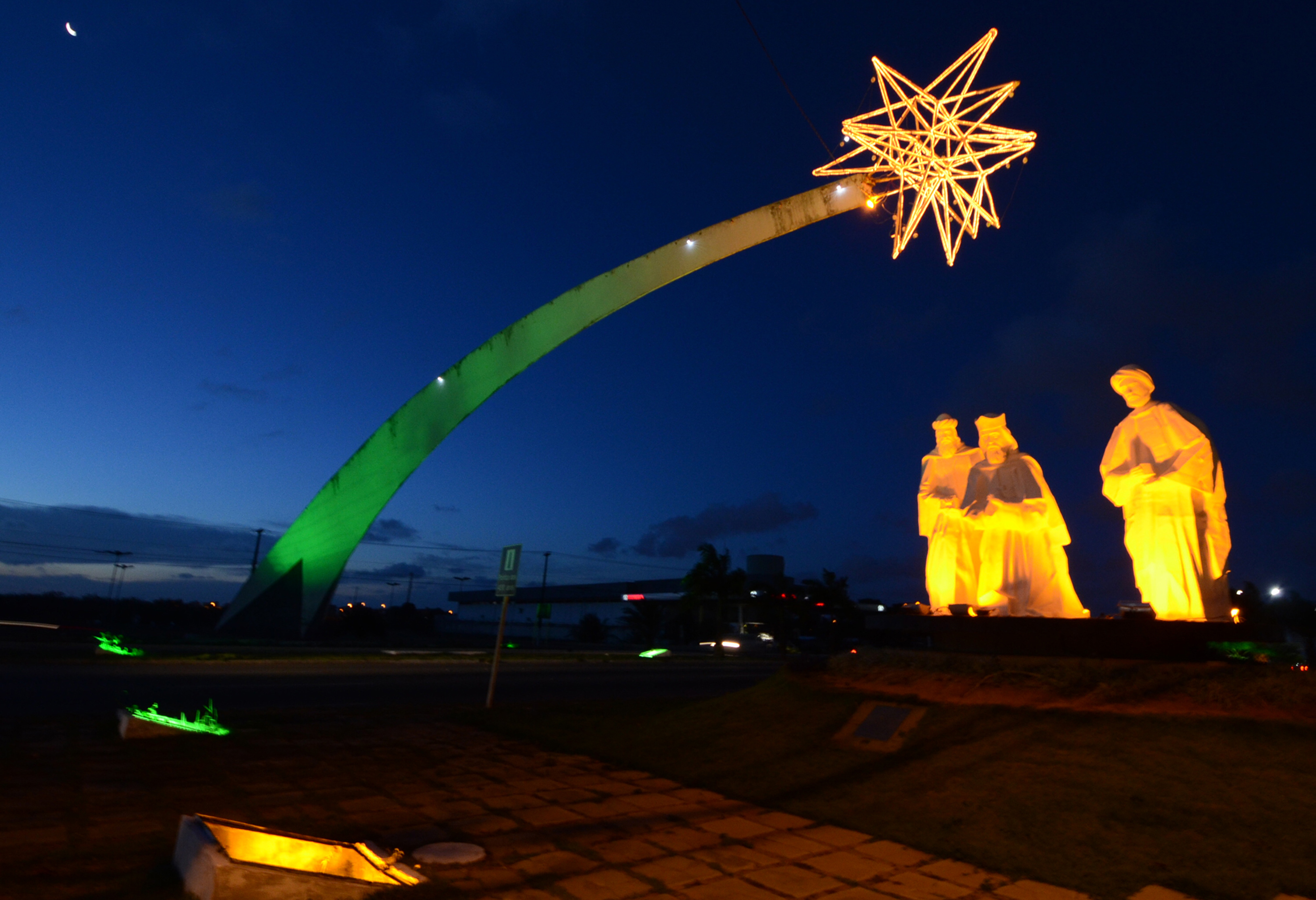
O dia dos Reis Magos, 6 de janeiro, é feriado municipal. Na imagem, o Pórtico dos Reis Magos, monumento que dá boas-vindas a quem chega à cidade pela BR-101 sul.

A responsável pelo setor cultural de Natal é a Fundação Cultural Capitania das Artes (FUNCARTE), que tem como objetivo acompanhar, planejar e executar a política cultural do município por meio da elaboração de atividades e projetos que visem ao desenvolvimento cultural. Com estilo neoclássico, a sede da FUNCARTE funciona no antigo prédio da Capitania dos Portos, na bairro da Cidade Alta, é um importante centro cultural do Rio Grande do Norte, contando com lojas de artesanato, palcos para shows e auditórios para a divulgação de eventos e convenções. São feriados municipais os dias 6 de janeiro, em que se comemoram os Reis Magos, e 21 de novembro, dia da padroeira do município, Nossa Senhora da Apresentação. O dia 25 de dezembro, data de aniversário da cidade, já é considerado feriado nacional.
A culinária natalense é diversificada. A cidade oferece uma variedade de pratos típicos aos visitantes. Vários pratos típicos de Natal baseiam-se em frutos do mar e peixes, e também apresentam na sua constituição vários tipos de tempero e ingredientes diferentes. Alguns desses pratos pertencem à culinária nordestina, de forma semelhante à da região sul do Brasil. Entre os vários pratos típicos que a cidade oferece, destacam-se o baião de dois, a carne de sol, o cuscuz com frango, a galinha ao molho pardo (galinha cabidela), apaçoca e a tapioca. Normalmente entre o final de novembro e o início de dezembro, no centro da cidade, ocorre o Festival Gastronômico do Beco da Lama, com uma variedade de pratos, além de música e artes plásticas.
A cultura musical natalense varia em vários ritmos, e destes são influenciados vários grupos musicais e artistas. Destaque para a banda Grafith, que é um dos conjuntos mais antigos em atividade oriundos da cidade, surgido ainda na década de oitenta. Tal grupo une um som de apelo popular, unindo vários gêneros como o samba-reggae, arrocha, bolero, brega e a pisadinha. No forró, destacam-se grupos como Cavaleiros do Forró que se apresentam em grandes eventos relacionados ao gênero, como festas de São João. Natal também é sede do Festival de Música Potiguar Brasileira, um evento realizado anualmente e organizado pela Universidade Federal do Rio Grande do Norte que premia por voto popular e avaliação de um júri especializado as melhores obras da música potiguar.

### Artesanato

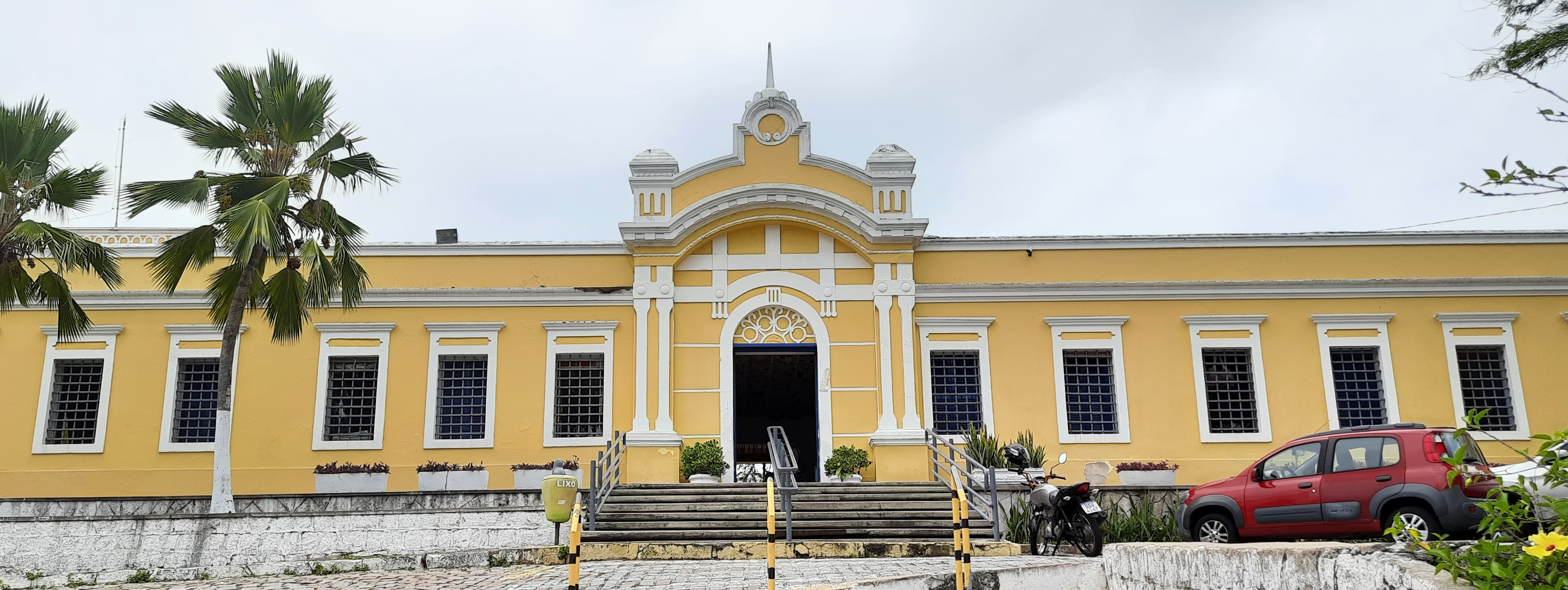
Centro de Turismo de Natal, antiga cadeia pública

O artesanato é uma das formas mais espontâneas da expressão cultural natalense. Em várias partes do município é possível encontrar uma produção artesanal diferenciada, feita com matérias-primas regionais e criada de acordo com a cultura e o modo de vida local. Alguns grupos reúnem diversos artesãos da região, disponibilizando espaço para confecção, exposição e venda dos produtos artesanais. Normalmente essas peças são vendidas em feiras, exposições ou lojas de artesanato. Na cidade destaca-se a Feira Internacional de Artesanato (FIART), realizada anualmente em parceria com o governo estadual. O evento conta com exposição de produtos artesanais e uma vasta programação cultural, como shows, apresentações culturais, orquestras e a presença de mais de setenta grupos folclóricos. Natal possui ainda o Centro Municipal de Artesanato, que está localizado na Praia do Meio e conta com lojas de artesanato, lanchonetes e outras formas de lazer.
Também se destaca o artesanato realizado no bairro Ponta Negra, que reúne uma grande variedade de peças do artesanato potiguar. Nesse bairro, é realizado o Festival do Turismo, Artesanato e Cultura de Natal, que é realizado no Shopping Mãos de Arte e abrange uma vasta programação cultural, bem como a produção de artistas plásticos da cidade e a riqueza do folclore natalense. A cidade dispõe de seis grandes centros de venda produtos de artesanato. Entre eles, destacam-se o Shopping Mãos de Arte - localizado na zona leste de Natal, é o maior shopping de artesanato da Região Nordeste, inaugurado em 2010 com mais de trezentas lojas de venda- e o Shopping do Artesanato Potiguar - inaugurado em janeiro de 2005, na zona sul da cidade, bairro de Ponta Negra, contando com mais de duzentas lojas.
Outros centros de artesanato existentes em Natal são o Centro de Artesanato de Ponta Negra, a Cooperativa do Artesanato (COART) e o Vilarte (todos localizados na Avenida Engenheiro Roberto Freire, bairro Ponta Negra) e o Centro de Turismo de Natal. Nesses centros, os produtos de artesanato mais encontrados são os bordados, além de redes, tapeçarias, roupas de praia (feitas de crochê), objetos de enfeite e também as guloseimas regionais.

### Vida noturna

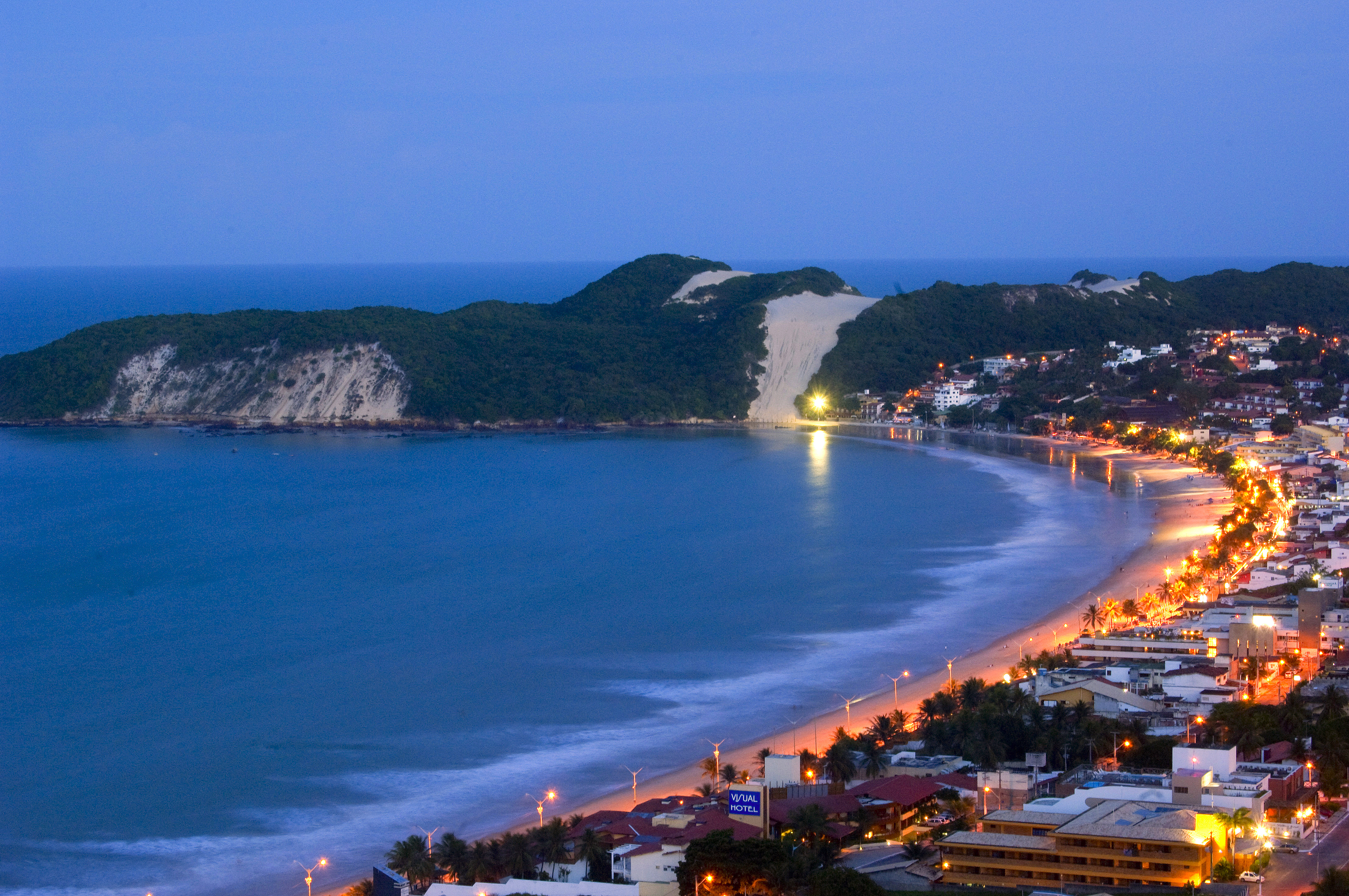
Praia de Ponta Negra ao anoitecer

A vida noturna natalense é garantida e valorizada principalmente nas praias de Ponta Negra, dos Artistas, na Ribeira, que recebe vários artistas locais, nacionais e internacionais dos mais variados estilos no Festival DoSol e com a ocupação do bairro na iniciativa chamada Circuito Cultural Ribeira, na Via Costeira e em vários bairros do centro, como Petrópolis. Na praia de Ponta Negra, há uma diversa quantidade de bares e restaurantes movimentados, com músicas ao vivo cantadas em diversos estilos, como axé music, forró, jazz, Música Popular Brasileira (MPB), música latina e rock.
Na Praia dos Artistas, vários turistas frequentam os bares e restaurantes; nessa mesma praia está localizado o Complexo de Lazer Chaplin, que é a discoteca mais conhecida de Natal, com várias pistas de dança e música cantada, seja do Brasil ou do exterior. No Centro de Turismo, também localizado na praia dos Artistas, há o tradicional Forró com Turista, evento que acolhe música regional nas quintas-feiras. No bairro da Ribeira, especialmente na Rua Chile, os vários estabelecimentos ali instalados oferecem noites animadas, principalmente por grupos de rock.

### Espaços teatrais

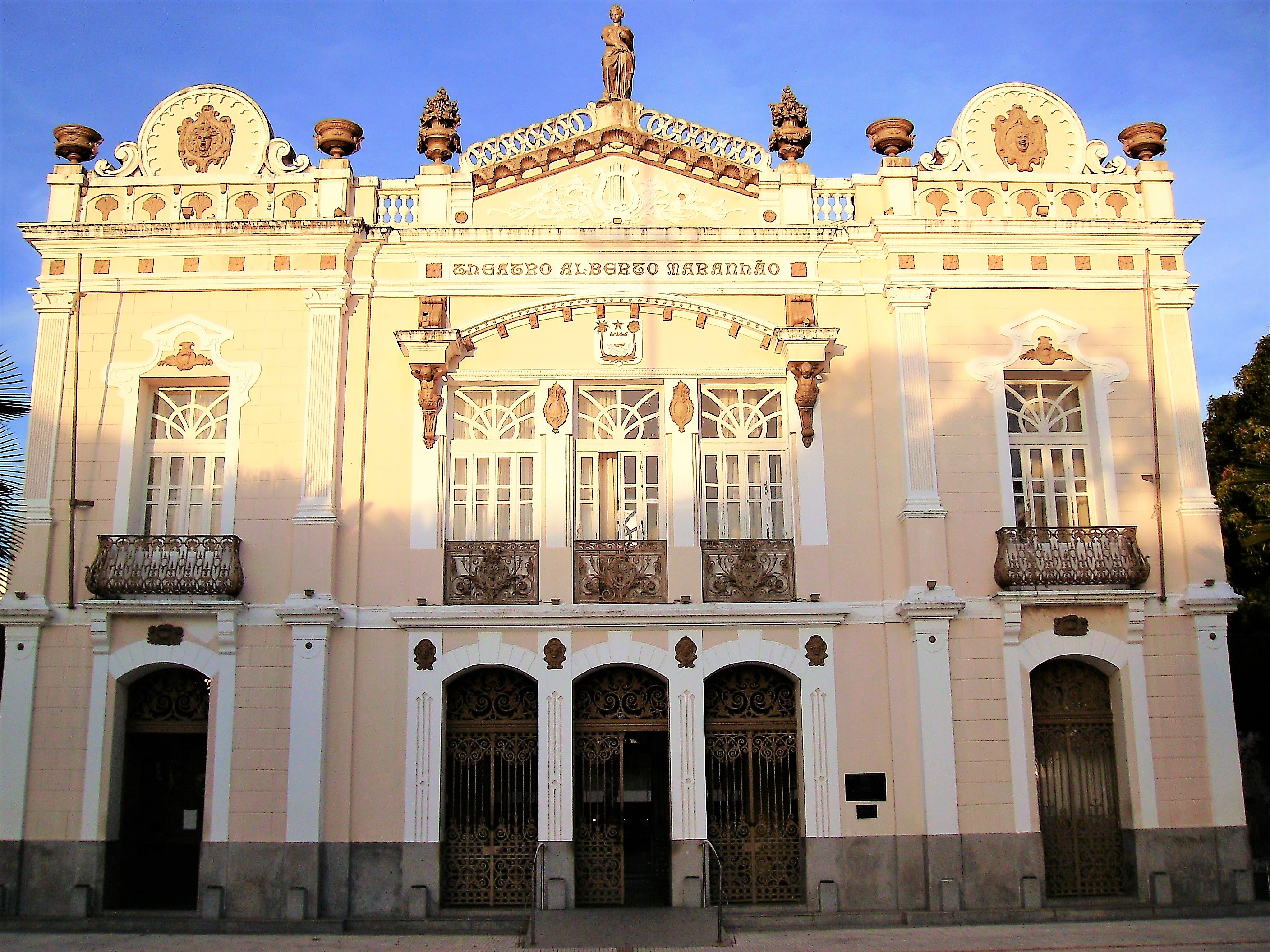
Teatro Alberto Maranhão

No bairro da Ribeira está o Teatro Alberto Maranhão, o principal e mais antigo teatro da capital potiguar, administrado pela Fundação José Augusto e tombado pelo Patrimônio Histórico e Artístico do Rio Grande do Norte. Sua construção foi iniciada no final do século XIX, em 1898, e inaugurado oficialmente em 24 de março de 1904 com a denominação Teatro Carlos Gomes. Apresentando inicialmente o formato de um chalé, este espaço cultural já passou por várias reformas em sua estrutura até possuir seu estilo atual, com elementos da arquitetura francesa (art nouveau). Somente em 1957, foi renomeado para Alberto Maranhão, uma referência ao governador do Rio Grande do Norte à época de sua inauguração, conservando esta denominação desde então.
O Teatro Municipal Sandoval Wanderley, localizado no bairro do Alecrim, é o segundo teatro natalense, construído em 1962, com capacidade para 150 espectadores,  cujo nome homenageia o ator assuense Sandoval Wanderley. Foi amplamente utilizado nos anos 80 e 90 para a apresentação de peças infantis e grupos teatrais pequenos, gravação de programas de TV e apresentações musicais de gêneros diversos, porém, com o passar do tempo, foi-se tornando abandonado. Foi reformado em 2005 e, desde 2009, encontra-se fechado.
A Casa da Ribeira funciona desde 2001 e conta com apresentações de espetáculos e músicas. O "Teatro de Cultura Popular Chico Daniel", inaugurado no dia 2 de agosto de 2005, localiza-se no bairro Petrópolis, conta com uma capacidade total para duzentas pessoas e funciona em parceria com a Fundação Estadual de Cultura José Augusto. No local onde funcionava o Complexo Penal João Chaves, funciona o Complexo Cultural de Todos, inaugurado em 30 de março de 2010, contando com espetáculos esporádicos, oficinas culturais e exposições de objetos. Há também o Teatro Riachuelo, dentro do shopping "Midway Mall", foi inaugurado em dezembro de 2010 e é a mais nova e moderna casa de espetáculos de Natal, com capacidade para mais de 1 500 espectadores.

### Eventos

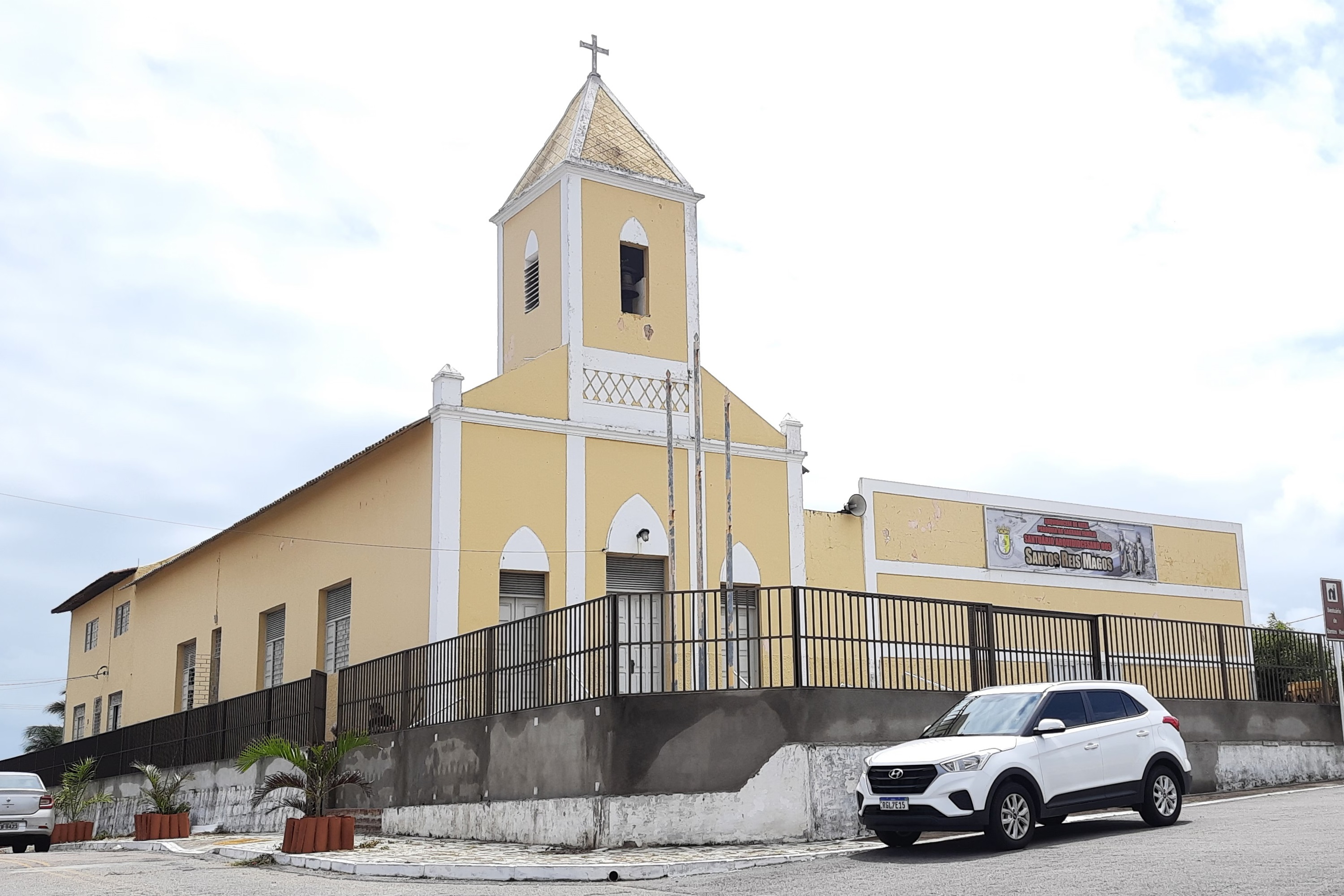
Santuário dos Santos Reis, local onde é celebrada a festa dos copadroeiros de Natal

No final de dezembro e início de janeiro ocorre a tradicional festa dos Santos Reis, copadroeiros de Natal, no bairro homônimo. A festa é comemorada desde a construção do Forte dos Reis Magos, em 1598, e se inicia no dia 28 de dezembro. Sua programação inclui a missa de abertura e os novenários, além da programação sociocultural, que inclui apresentações de bandas musicais e barracas gastronômicas. Os festejos se encerram no dia 6 de janeiro, feriado municipal, com missas e a procissão com a imagem dos Reis Magos, doada pela Coroa Portuguesa em 1753, por algumas ruas de Natal.
O Carnaval Multicultural de Natal é festejado em data móvel, podendo ser em fevereiro ou março, antes do início da Quaresma, nos bairros de Rocas, Ponta Negra, Petrópolis e Redinha, além do centro histórico e da Praia dos Artistas. Durante o período de folia ocorrem desfiles de dezenas de blocos carnavalescos e escolas de samba pelas ruas e espaços públicos, sendo considerado pela prefeitura como o evento que mais movimenta moradores e atrai turistas para a cidade, com um público de mais de 500 mil foliões em algumas edições. Os festejos ocorrem ao som de apresentações musicais de variados ritmos, que vão desde o frevo e as marchinhas, acompanhados das danças e indumentárias tradicionais, até o axé e estilos contemporâneos, envolvendo tanto artistas locais quanto de reconhecimento nacional. O evento, que passou por reestruturação em 2014, é organizado e financiado pela prefeitura com apoio da iniciativa privada.
Em junho acontecem as festas juninas, dentre as quais se destaca o São João de Natal, que ocorre ao longo de dias seguidos de festivais e danças de quadrilhas estilizadas e tradicionais. O evento é acompanhado de espetáculos musicais, com destaque ao forró e às apresentações de artistas e bandas potiguares, além da decoração característica da ocasião, das barracas gastronômicas com comidas típicas das comemorações juninas e da culinária regional e da exposição do artesanato local. Os festejos são realizados pela prefeitura em parceria com empresas patrocinadoras e organizadoras.
No mês de novembro começa o Natal em Natal, que se encerra em janeiro com a festa dos Santos Reis. A programação inclui diversos eventos, como apresentações musicais, espetáculos festivais, oficinas e outros projetos culturais, além das comemorações alusivas ao aniversário da cidade. Um dos símbolos dessas comemorações é a Árvore do Mirassol, feita de lâmpadas de LED, com mais de cem metros de altura, que fica na Praça da Árvore, às margens da BR-101 sul. Também faz parte da programação do Natal em Natal o reveillon, que a marca a passagem do Ano-novo.
Em novembro também acontece a festa de Nossa Senhora da Apresentação, que se inicia no dia 11 com a procissão das capelinhas saindo da Igreja Matriz de Nossa Senhora da Apresentação (antiga catedral) em direção à Catedral Metropolitana, onde é celebrada a missa de abertura. Entre os dias 12 e 20 acontecem os novenários em honra à padroeira de Natal e, no dia 21, acontece uma vasta programação que começa com a vigília da Apresentação, a partir da meia noite, na Pedra do Rosário, às margens do rio Potengi. Durante a madrugada é realizada uma procissão fluvial no curso do rio, que sai do Iate Clube com direção à Pedra do Rosário e, ao amanhecer, acontece a primeira missa do dia no local. À tarde acontece a tradicional procissão com a imagem da padroeira, percorrendo algumas ruas da cidade, saindo da antiga catedral em direção à nova, onde ocorre a missa de encerramento da festa.
Desde 1991 acontece, na primeira quinzena de dezembro, o Carnatal, a maior micareta do Brasil, que já entrou para o Guiness Book como o maior carnaval fora de época do mundo. O evento conta com desfiles de blocos e trios elétricos locais e de outros estados do Brasil, ao som de apresentações musicais de variados estilos, sobretudo de axé, forró, pagode baiano e música eletrônica, com a participação tanto de artistas regionais quanto de reconhecimento nacional. Os blocos formados pelos foliões, acompanhados dos trios elétricos, percorrem um circuito de cerca de três quilômetros que inclui o chamado Corredor da Folia, um trecho de 350 metros onde estão localizadas as arquibancadas e os camarotes. O evento, que reúne cerca de 100 mil foliões ao longo dos dias de realização, segundo informações de 2018, é organizado pela iniciativa privada.

### Turismo
Natal é tido como a porta de entrada para o turismo no Rio Grande do Norte, recebendo anualmente um fluxo de mais de dois milhões de turistas, tanto nacionais quanto internacionais. Dentre os principais pontos turísticos estão: Praia de Ponta Negra, a mais movimentada da cidade, que abriga o cartão-postal de Natal e um dos principais do estado, o Morro do Careca; a Fortaleza dos Reis Magos, marco do surgimento da cidade, na foz do rio Potengi; o Centro de Turismo, antiga cadeia pública; o Parque das Dunas, área de preservação ambiental do estado e a Via Costeira (RN-301), oficialmente Avenida Senador Dinarte Mariz, uma via entre o Oceano Atlântico e o Parque das Dunas, que liga as praias de Ponta Negra e Areia Preta, abrigando o Centro de Convenções de Natal e os principais hotéis cinco estrelas da cidade.
No Centro Histórico, patrimônio cultural tombado pelo Instituto do Patrimônio Histórico e Artístico Nacional (IPHAN), estão situados a Rua Chile, monumentos e prédios históricos, entre eles as igrejas de Nossa Senhora da Apresentação (antiga catedral arquidiocesana), Rosário dos Pretos (segunda igreja da cidade) e de Santo Antônio (Igreja do Galo); o Espaço Cultural Palácio Potengi (Pinacoteca do Estado do Rio Grande do Norte), antiga sede do governo do Rio Grande do Norte; o Instituto Histórico e Geográfico do Rio Grande do Norte (IHGRN), com um vasto acervo relacionado à história e geografia do estado e do município; a Rampa (Museu da Aeronáutica), antiga estação de passageiros e de transporte de correspondências, utilizada como base para receber hidroaviões e o Memorial Câmara Cascudo, com cerca de dez mil volumes, onde está preservada uma boa parte da obra de Luís da Câmara Cascudo.
São praias de Natal, fora Ponta Negra: Areia Preta, no bairro homônimo, cujo nome se deve à presença de falésia em cor de tom escuro; dos Artistas, no passado a principal praia da cidade; do Forte, que possui arrecifes, formando piscinas naturais, e onde se localiza o Forte dos Reis Magos; do Meio, entre as duas praias anteriores e, por último, a praia da Redinha, a única da zona norte da cidade. Entre as praias do Forte e Redinha está a Ponte Newton Navarro, que liga os bairros de Santos Reis e Redinha. Outros pontos turísticos do município são o Busto de Padre João Maria, o Canto do Mangue, a Catedral Metropolitana de Nossa Senhora da Apresentação, o Farol de Mãe Luíza, o Mercado Público da Redinha, o Midway Mall, Natal Shopping, a Praça das Flores e o Praia Shopping.

Panorama da praia de Ponta Negra, com destaque para o Morro do Careca à direita

### Esportes
A cidade se destaca em diversos esportes. O futebol é popular entre os natalenses, que lançaram nomes importantes do futebol brasileiro, como Marinho Chagas, Alberi, Carlos Moura Dourado e José Ivanaldo de Souza por exemplo. Natal também conta com três dos principais times do estado, o América Futebol Clube, o ABC Futebol Clube e o Alecrim Futebol Clube, todos com participações em divisões do Campeonato Brasileiro. O América e o ABC protagonizam uma das mais clássicas rivalidades do futebol nordestino, disputada no chamado Clássico Rei. Dentre os estádios de futebol se destacam a Arena das Dunas, construída no lugar do Estádio João Machado para a Copa do Mundo FIFA de 2014; o Estádio Maria Lamas Farache, de propriedade do ABC; e o Estádio Juvenal Lamartine, que foi inaugurado na década de 20, sendo tombado como patrimônio histórico e cultural do estado.
Natal também possui equipes e/ou praticantes de modalidades como surfe, futebol de areia, ciclismo, voleibol, atletismo e futebol americano, dentre outros. Nos esportes aquáticos a vela tem um papel importante, com a prática de iatismo, regatas e velejadas através de clubes náuticos, a exemplo do Iate Clube de Natal. Apelidada de "Capital Mundial do Buggy", Natal possui a maior frota do buggies do mundo. Além dos estádios de futebol, os principais locais utilizados para a prática de esportes incluem o Ginásio Marcelo de Carvalho e o Ginásio Nélio Dias. A prefeitura executa programas de incentivo à prática de esportes envolvendo a população em geral, a exemplo dos Jogos Escolares Municipais, que envolvem crianças e adolescentes da cidade se enfrentando em partidas de diversos esportes, e das academias da terceira idade.
Além de ser uma das doze cidades brasileiras sedes da Copa do Mundo de 2014, tendo recebido quatro jogos no estádio Arena das Dunas, a capital potiguar por vezes é palco de eventos esportivos de relevância nacional e internacional. Em 2011, abrigou o Campeonato Mundial de Basquete Master, tornando-se a primeira cidade brasileira a sediar este tipo de evento. Alguns outros eventos de importância nacional e internacional que a cidade já recebeu foram o Torneio Internacional de Ginástica (2007), o 1º Meeting-Brasil de Ginástica Artística (2011), o Campeonato Brasileiro de Judô Sub-23 (2014) e o Campeonato Brasileiro de Jiu-Jitsu (2015).